# Copa Mundial de Fútbol de 1982
La Copa Mundial de la FIFA España 1982 fue la duodécima edición del campeonato mundial de fútbol masculino organizado por la FIFA. Se celebró en España entre el 13 de junio y el 11 de julio de 1982.
El campeonato contó por primera vez con la participación de 24 selecciones nacionales, a través de una ampliación de los cupos continentales en la fase clasificatoria. Para darles cabida se hicieron cambios en el sistema de competición: hubo un formato con dos liguillas y fase final que solo sería utilizado en esta edición. El comité organizador habilitó un total de 17 estadios en 14 sedes, incluyendo el Camp Nou para la inauguración y el Santiago Bernabéu para la gran final. La Copa Mundial de 1982 fue la primera en contar con representantes de todos los continentes.
La selección de Italia se proclamó campeona mundial por tercera vez, después de haber derrotado en la final a Alemania Federal por 3:1. Los transalpinos no tuvieron un buen comienzo al haberse clasificado con tres empates, pero mejoraron su juego a partir de la segunda fase y se llevaron el título sin haber concedido una sola derrota. El más destacado del torneo fue Paolo Rossi, ganador de la Bota de oro al máximo goleador y del Balón de oro al mejor jugador. Por otra parte, el capitán italiano Dino Zoff se convirtió en el futbolista de mayor edad que levantaba el título de campeones, a los 40 años.
Entre los momentos de esta edición, el partido entre Italia y Brasil (3:2) celebrado en el estadio de Sarriá sigue siendo recordado como uno de los mejores que se hayan disputado en la historia de la Copa Mundial. Otros hechos destacados fueron la semifinal entre Francia y Alemania Federal, la primera resuelta en la tanda de penaltis; el atractivo juego de la selección brasileña de Telê Santana, comandada por Zico, Falcão y Sócrates; la irrupción del hermano del emir de Kuwait en mitad de un juego; la goleada por 10:1 de Hungría a El Salvador, y el resultado pactado entre Alemania y Austria que clasificaba a ambos para la segunda ronda, por el cual la FIFA tuvo que introducir horarios unificados en la última jornada de la fase de grupos.
En lo que respecta a España, la Copa Mundial de 1982 ha sido el primer gran acontecimiento organizado en el país tras el restablecimiento de la democracia. Los principales estadios del país fueron remodelados, se invirtió dinero en actualizar la red de transportes, y la experiencia acumulada serviría para obtener la concesión de futuros eventos como los Juegos Olímpicos de 1992. Sin embargo, la selección nacional no cumplió con las expectativas y cayó en la segunda ronda con tan solo una victoria. La mascota Naranjito se convirtió en el símbolo del torneo.

## Elección del país anfitrión
La elección de sede para las Copas Mundiales de Fútbol de 1974, 1978 y 1982 quedó resuelta en el congreso de la FIFA del 6 de octubre de 1964 en Tokio, y fue ratificada dos años más tarde en el siguiente congreso en Londres. De acuerdo con los criterios de rotación continental de la época, teniendo en cuenta que México sería sede de la edición de 1970, los países europeos podían postular solo para los torneos de 1974 y 1982.
España había intentado ser sede del Mundial en dos ocasiones: en la edición inaugural de 1930, donde los miembros de la FIFA se decantaron por Uruguay, y en la edición de 1966, en la que acabaron retirándose antes de la votación. El plan original de la Federación Española de Fútbol (FEF) era presentar candidaturas tanto en 1974 como en 1982, poniendo en valor el amplio número de estadios, los éxitos deportivos a nivel de clubes, y los apoyos entre varias delegaciones. Sin embargo, la favorita para acoger la Copa Mundial de 1974 era Alemania Occidental, por lo que ambos países pactaron apoyarse mutuamente y evitar así que otros candidatos concurriesen en una elección abierta.

## Organización

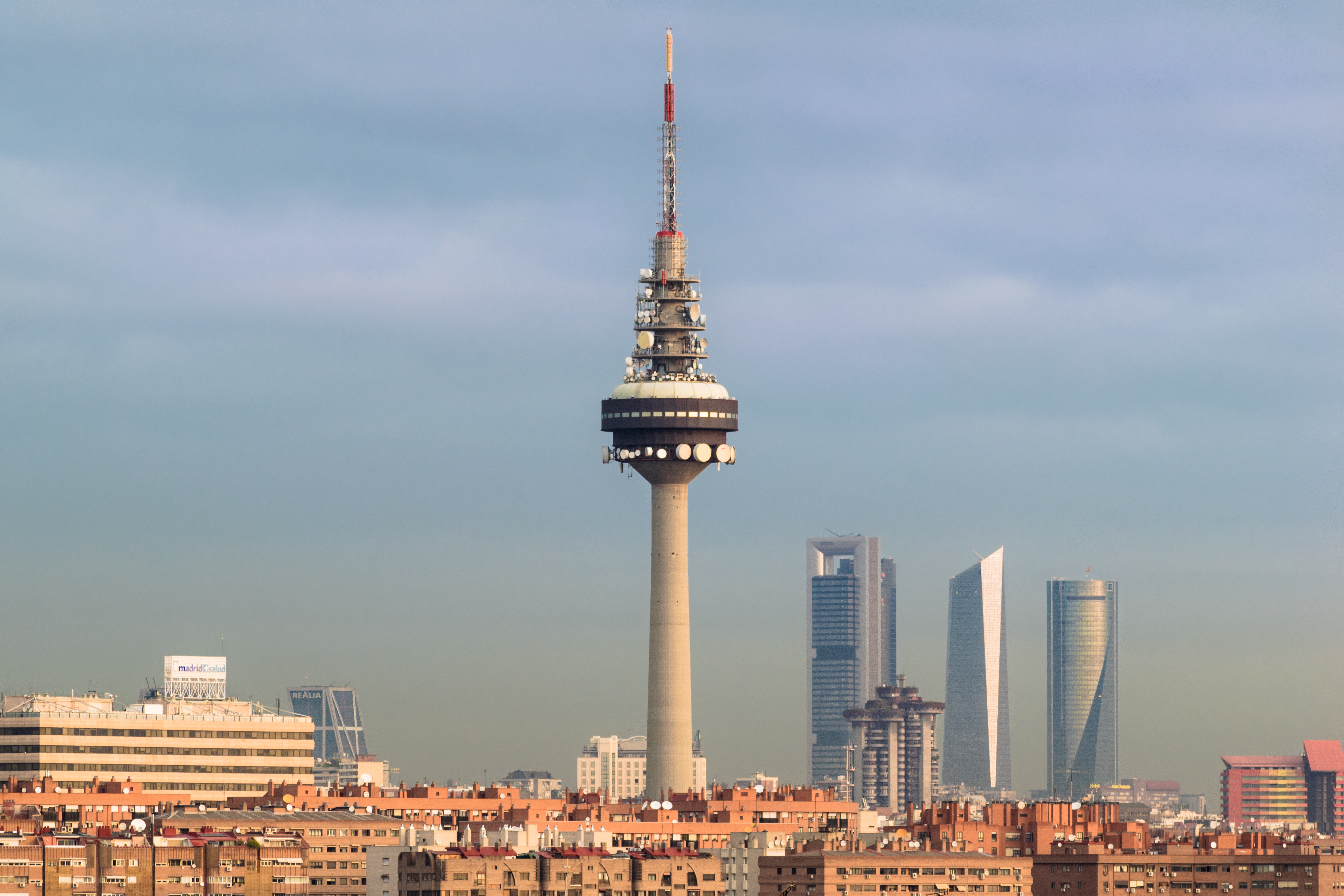
La torre de comunicaciones «Torrespaña» fue inaugurada el 7 de junio de 1982.

El torneo se celebró desde el 13 de junio hasta el 11 de julio de 1982, pocas semanas después de que terminasen las principales ligas europeas de fútbol, y cerca del comienzo del verano en España.
Los preparativos para el Campeonato del Mundo coincidieron con la transición española hacia la democracia y estuvieron muy influenciados por ella. En 1975 se puso en marcha una Comisión de la FEF dirigida por José Ángel Zalba, que en un primer momento se ocuparía de contactar con las sedes aspirantes. En septiembre de 1978, el Gobierno de España aprobó un real decreto para establecer el Real Comité Organizador del Mundial-82 (RCOM) en el que participaban la FEF, el Comité Olímpico Español (COE) y el Ministerio de Cultura. La presidencia del RCOM fue confiada a Raimundo Saporta, exvicepresidente del Real Madrid, y dentro del mismo también figuraban el presidente del COI, Juan Antonio Samaranch, y el presidente de la FEF, Pablo Porta. La FIFA supervisó los preparativos en todo momento a través de sus propias comisiones. Los cometidos más importantes del RCOM fueron la búsqueda de financiación, la renovación de infraestructuras y garantizar la seguridad.
Para la señal internacional de los partidos, Radiotelevisión Española (RTVE) renovó todo su material y construyó en Madrid la torre de comunicaciones «Torrespaña».
Meses antes de la inauguración se produjeron contratiempos que amenazaron las celebraciones. A nivel político el más reseñable fue el golpe de Estado fallido en 1981. A nivel organizativo, Saporta tuvo que retirarse temporalmente del RCOM por enfermedad, para volver a las pocas semanas, y hubo problemas con la agencia de viajes Mundiespaña, constituida para desplazamientos de aficionados y venta de entradas. Se considera que España aprovechó la celebración del Mundial-82 para tomar experiencia y postular a otros grandes acontecimientos internacionales, entre ellos los Juegos Olímpicos de 1992.
Según datos de la FIFA, el Mundial reportó un beneficio bruto de 60 millones de dólares —entre venta de billetes, derechos televisivos y publicaciones— y unos gastos superiores a los 26 millones de dólares.

### Sedes

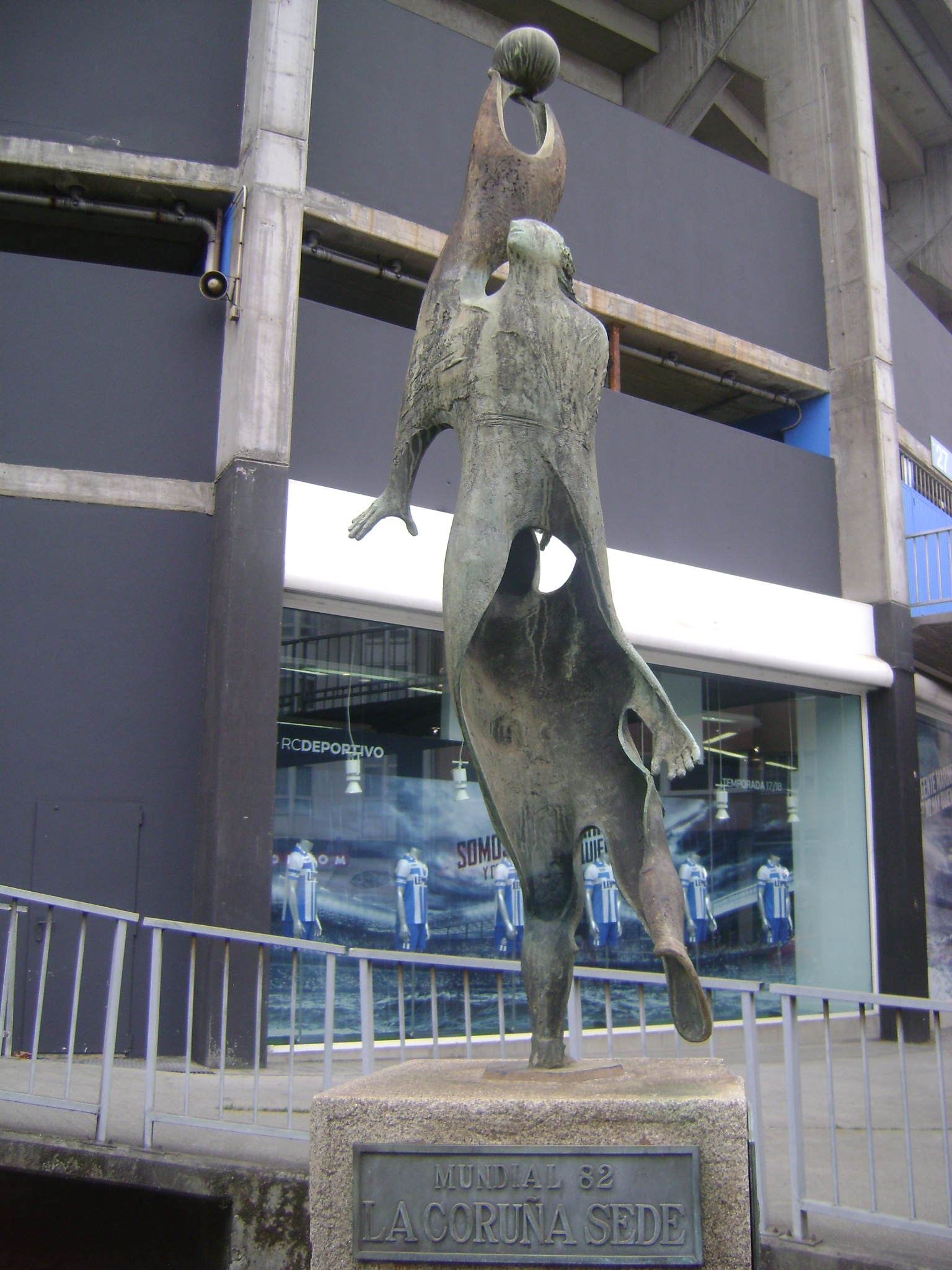
Estatua conmemorativa del Mundial en La Coruña, una de las ciudades sede.

La Copa Mundial de 1982 es, hasta la fecha, la que más estadios ha utilizado en un solo país: un total de 17 recintos en 14 ciudades. Las ciudades de Madrid, Barcelona y Sevilla acogerían dos estadios cada una, siendo elegidos el Camp Nou para la inauguración y el Santiago Bernabéu para la final. El resto de las elegidas fueron, por orden alfabético: Alicante, Bilbao, Elche, Gijón, La Coruña, Málaga, Oviedo, Valencia, Valladolid, Vigo y Zaragoza.
Para postular era necesario que los ayuntamientos presentasen su candidatura al Comité Organizador, contar con un equipo en Primera División o, en caso contrario, superar los 200 000 habitantes. La elección final se hizo por criterios logísticos; Palma de Mallorca y Las Palmas de Gran Canaria, ambas preseleccionadas, se quedaron fuera por su condición de ciudades insulares. San Sebastián tampoco pudo concurrir por falta de consenso sobre un posible estadio en Zubieta. Otras candidaturas descartadas fueron las de Santander, Burgos, Cádiz y Granada.
Buena parte de los estadios utilizados ya existían antes de la elección de sede, y en muchos casos habían sido sometidos a una profunda remodelación. El único construido expresamente para el torneo fue el Estadio José Zorrilla de Valladolid, inaugurado en febrero de 1982. Entre las obras más importantes destacan la remodelación parcial del Santiago Bernabéu, al que se instaló una cubierta, y la ampliación del Camp Nou para convertirlo en el estadio de fútbol más grande de Europa: 120 000 localidades.
El formato único de este Mundial propició que el número de sedes fuese muy superior al habitual; cada grupo tenía asignada un área geográfica restringida, lo que permitía ahorrar en desplazamientos. En la primera fase se dio prioridad a las sedes más pequeñas y próximas entre sí —por ejemplo, el Grupo 1 tuvo lugar íntegramente en Galicia—, mientras que la segunda fase se repartió entre Barcelona (grupos A y C) y Madrid (grupos B y D). Las dos semifinales se disputaron en el Camp Nou y en el Ramón Sánchez-Pizjuán, el encuentro por el tercer puesto fue en el Estadio Rico Pérez, y la final en el Bernabéu. Por razones climatológicas, los partidos celebrados en Sevilla, Málaga, Alicante y Elche solo podrían disputarse a partir de las 21:00 horas.
| Alicante                      | Barcelona | Barcelona | Bilbao                |
| ----------------------------- | --- | --- | --------------------- |
| Estadio José Rico Pérez       | Camp Nou | Estadio Sarriá                                                                                                 | San Mamés             |
| Capacidad: 38 000             | Capacidad: 120 000                                                                                             | Capacidad: 43 667                                                                                              | Capacidad: 47 000     |
|                               | | |                       |
| Elche                         | Gijón | La Coruña | Málaga                |
| Nuevo Estadio                 | Estadio El Molinón                                                                                             | Estadio de Riazor                                                                                              | Estadio La Rosaleda   |
| Capacidad: 40 000             | Capacidad: 46 000                                                                                              | Capacidad: 37 000                                                                                              | Capacidad: 44 000     |
|                               | | |                       |
| Oviedo                        | Alicante Barcelona Bilbao Elche Gijón La Coruña Madrid Málaga Oviedo Sevilla Valencia Valladolid Vigo Zaragoza | Alicante Barcelona Bilbao Elche Gijón La Coruña Madrid Málaga Oviedo Sevilla Valencia Valladolid Vigo Zaragoza | Valencia              |
| Estadio Carlos Tartiere       | Alicante Barcelona Bilbao Elche Gijón La Coruña Madrid Málaga Oviedo Sevilla Valencia Valladolid Vigo Zaragoza | Alicante Barcelona Bilbao Elche Gijón La Coruña Madrid Málaga Oviedo Sevilla Valencia Valladolid Vigo Zaragoza | Estadio Luis Casanova |
| Capacidad: 23 500             | Alicante Barcelona Bilbao Elche Gijón La Coruña Madrid Málaga Oviedo Sevilla Valencia Valladolid Vigo Zaragoza | Alicante Barcelona Bilbao Elche Gijón La Coruña Madrid Málaga Oviedo Sevilla Valencia Valladolid Vigo Zaragoza | Capacidad: 55 000     |
|                               | Alicante Barcelona Bilbao Elche Gijón La Coruña Madrid Málaga Oviedo Sevilla Valencia Valladolid Vigo Zaragoza | Alicante Barcelona Bilbao Elche Gijón La Coruña Madrid Málaga Oviedo Sevilla Valencia Valladolid Vigo Zaragoza |                       |
| Madrid                        | Madrid | Madrid | Valladolid            |
| Estadio Vicente Calderón      | Estadio Santiago Bernabéu                                                                                      | Estadio Santiago Bernabéu                                                                                      | Nuevo José Zorrilla   |
| Capacidad: 66 000             | Capacidad: 90 800                                                                                              | Capacidad: 90 800                                                                                              | Capacidad: 30 000     |
|                               | | |                       |
| Sevilla                       | Sevilla | Vigo | Zaragoza              |
| Estadio Ramón Sánchez Pizjuán | Estadio Benito Villamarín                                                                                      | Balaídos | Estadio La Romareda   |
| Capacidad: 43 883             | Capacidad: 60 721                                                                                              | Capacidad: 40 000                                                                                              | Capacidad: 42 000     |
|                               | | |                       |

### Lista de árbitros
Un total de 41 árbitros participaron durante la Copa Mundial de 1982.
| Concacaf - Mario Rubio Vázquez - Luis Paulino Siles - David Socha - Rómulo Méndez AFC - Ibrahim Youssef Al-Doy - Thompson Chan Tam-Sun OFC - Tony Bosković CAF - Benjamin Dwomoh - Yousef El-Ghoul - Belaïd Lacarne | Conmebol - Gilberto Aristízabal Murcia - Gastón Castro - Luis Barrancos - Juan Daniel Cardellino - Arnaldo Cézar Coelho - Arturo Ithurralde - Enrique Labo Revoredo - Héctor Ortiz UEFA - Paolo Casarin - Vojtěch Christov - Charles Corver - Bogdan Dotchev - Walter Eschweiler - Erik Fredriksson - Bruno Galler - António Garrido | UEFA - Alojzy Jarguz - Abraham Klein - Lamo Castillo - Henning Lund-Sørensen - Damir Matovinović - Malcolm Moffatt - Károly Palotai - Alexis Ponnet - Adolf Prokop - Nicolae Rainea - Miroslav Stupar - Bob Valentine - Michel Vautrot - Clive White - Franz Wöhrer |

### Formato de competición
El formato de competición de España 1982 constaba de tres etapas y solo fue utilizado en esa edición. En una primera ronda, las 24 selecciones quedaron repartidas por sorteo en seis grupos de cuatro participantes. Dentro de cada grupo se enfrentarían una vez entre sí, por el sistema de todos contra todos, con dos puntos por victoria, uno por empate y ninguno por derrota. El orden de clasificación se determina bajo los siguientes criterios:
1. El mayor número de puntos obtenidos, teniendo en cuenta todos los partidos del grupo
2. La mayor diferencia de goles, teniendo en cuenta todos los partidos del grupo
3. El mayor número de goles a favor anotados, teniendo en cuenta todos los partidos del grupo

Los dos primeros de cada grupo se clasificaban para la segunda ronda, con cuatro bloques de tres participantes y bajo el mismo sistema. En este caso, el vencedor del primer encuentro descansaba en la siguiente jornada, mientras que el perdedor se medía contra el tercer rival que venía de descansar. El orden de clasificación dependía de los siguientes criterios:
1. El mayor número de puntos obtenidos, teniendo en cuenta todos los partidos del grupo
2. La mayor diferencia de goles, teniendo en cuenta todos los partidos del grupo
3. El mayor número de goles a favor anotados, teniendo en cuenta todos los partidos del grupo
4. Clasificación anterior en la primera ronda
5. Sorteo puro (como último recurso)

Solo los campeones de grupo pasaban a una eliminación directa, con semifinales y final, de la que saldría el país vencedor.
En aquella época no había horario unificado en la última jornada de la fase de grupos, por lo que los equipos podían conocer el resultado de sus rivales directos. La ausencia de esa norma motivó un resultado acordado en el partido entre Alemania Federal y Austria de primera ronda, acorde a sus intereses para la clasificación. A partir de México 1986, la FIFA estipuló que la última jornada de cada grupo debía celebrarse simultáneamente el mismo día y hora.

## Equipos participantes

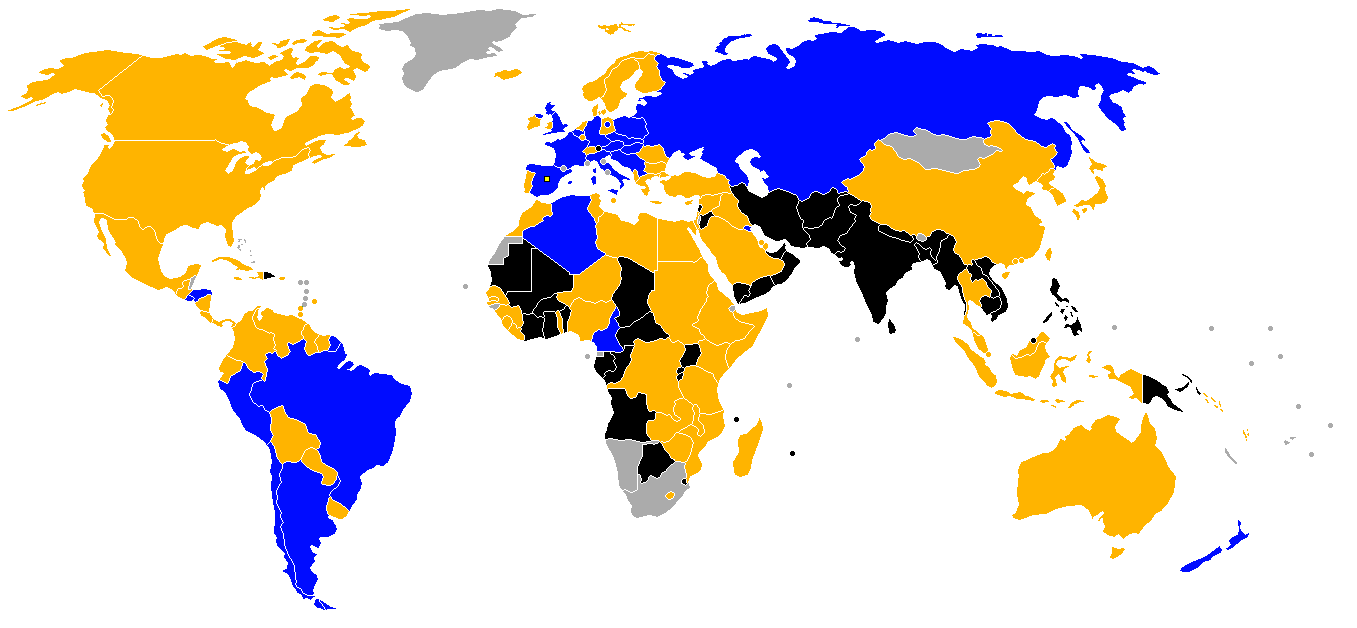
En azul, equipos clasificados para el Mundial 1982.

La Copa Mundial de 1982 fue la primera en contar con selecciones de los cinco continentes, si bien no todos tuvieron garantizada una plaza. La FIFA decidió ampliar el evento a 24 participantes en el Congreso de 1978 por petición de los comités asiáticos y africanos, que habían propiciado la elección de João Havelange como presidente de la FIFA. Aunque los organizadores españoles se mostraron reticentes, terminarían aceptando a cambio de que también se ampliase el cupo europeo.
España (anfitrión) y Argentina (campeón vigente) lograron la clasificación directa. El resto de cupos quedaron así:
- AFC y OFC: 2 cupos
- CAF: 2 cupos
- Concacaf: 2 cupos
- Conmebol: 3 cupos
- UEFA: 13 cupos

Las selecciones debutantes fueron: Argelia, Camerún, Honduras, Kuwait y Nueva Zelanda.
| Equipos participantes | Equipos participantes | Equipos participantes | Equipos participantes |
| --------------------- | --------------------- | --------------------- | --------------------- |
| Alemania Federal      | Camerún               | Francia               | Kuwait                |
| Argentina             | Checoslovaquia        | Honduras              | Nueva Zelanda         |
| Argelia               | Chile                 | Hungría               | Perú                  |
| Austria               | El Salvador           | Inglaterra            | Polonia               |
| Bélgica               | Escocia               | Irlanda del Norte     | Unión Soviética       |
| Brasil                | España                | Italia                | Yugoslavia            |

### Clasificatorias

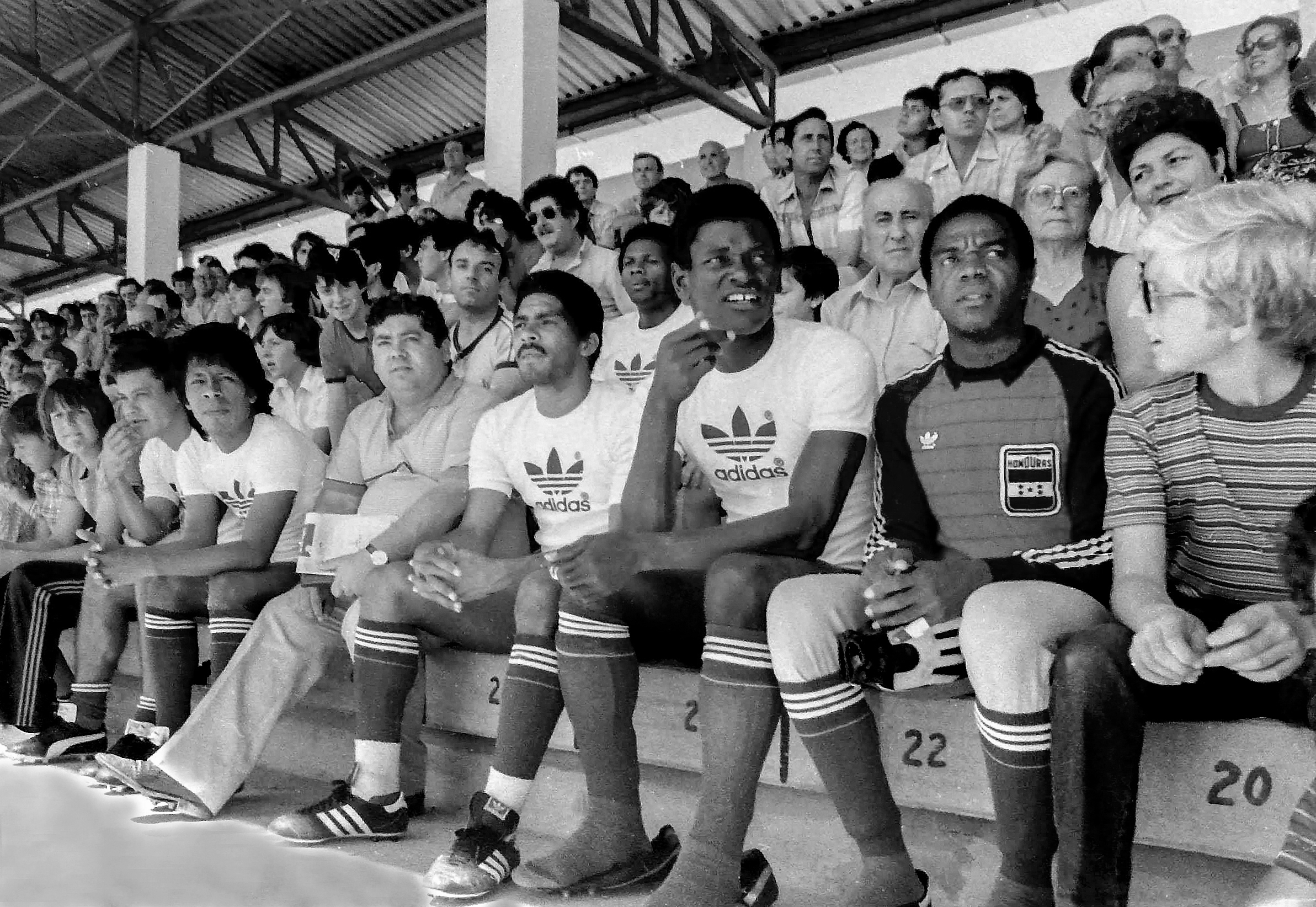
La selección de Honduras en la concentración preparatoria en Alginet.

La fase clasificatoria para la Copa Mundial de 1982 contó con la participación récord de 109 selecciones, cuatro más que en la anterior edición.
En el lado europeo, la noticia más importante fue la eliminación de Países Bajos. Los subcampeones de 1974 y 1978 se vieron superados al coincidir en el mismo grupo con Bélgica y Francia, las clasificadas en última instancia. Hubo retornos destacados como los de Inglaterra, Yugoslavia y la Unión Soviética, quienes no llegaban a una fase final desde la edición de 1970. En el caso de los ingleses, no pudieron certificar el pase hasta la última jornada con un triunfo por la mínima sobre Hungría.
Para Concacaf se reservaron dos plazas, resueltas en el hexagonal «VIII Campeonato Concacaf de Naciones» en Tegucigalpa. El seleccionado de Honduras hizo valer su condición de anfitrión y terminó líder de grupo, metiéndose en su primera Copa Mundial, mientras que la otra plaza fue para El Salvador. Por consiguiente se quedaría fuera México, tradicional potencia de la zona, luego de haber sumado tres empates consecutivos en las últimas jornadas. En cuanto a Sudamérica, los clasificados fueron Brasil, Chile y Perú.
La ronda de Asia y Oceanía se resolvió en una liguilla final de cuatro equipos para dos plazas. La selección de Kuwait, entrenada por Carlos Alberto Parreira, finalizó las seis jornadas como líder de grupo. La otra vacante hubo de resolverse en un partido de desempate entre Nueva Zelanda y la República Popular China, donde los oceánicos se llevaron el billete al vencer por 2:1 en Singapur. Tanto kuwaitíes como neozelandeses disputarían una Copa Mundial por primera vez.
Por último, la clasificatoria de África se resolvió en una eliminación directa pura que deparó otros dos debutantes: Argelia y Camerún.
| Clasificatorias | Clasificatorias | Clasificatorias | Clasificatorias | Clasificatorias | Clasificatorias |
| --------------- | --------------- | --------------- | --------------- | --------------- | --------------- |
| CAF             | AFC y OFC       | UEFA            | Concacaf        | Conmebol        |                 |

### Sorteo
El sorteo de la Copa Mundial se realizó el 16 de enero de 1982 en el Palacio de Congresos de Madrid, presidido por el Príncipe Felipe y bajo la conducción de Hermann Neuberger y Joseph Blatter, vicepresidente y secretario general de la FIFA respectivamente. Los miembros de la FIFA optaron por seis cabezas de serie, uno por grupo: Alemania Federal, Argentina, Brasil, España, Inglaterra e Italia. Los anfitriones plantearon un sorteo en el que los países aparecían en bolas con forma de balón, extraídas de bombos de la Lotería Nacional por niños del Colegio de San Ildefonso. Sin embargo, la ceremonia se vio retrasada por errores organizativos y porque algunas bolas se habían roto con el giro de los bombos.
| Bombo 1 Cabezas de serie                                                                 | Bombo 2 UEFA                                                      | Bombo 3 UEFA, Conmebol                               | Bombo 4 AFC, OFC,Concacaf                                 |
| ---------------------------------------------------------------------------------------- | ----------------------------------------------------------------- | ---------------------------------------------------- | --------------------------------------------------------- |
| España (anfitrión) Argentina (campeón vigente) Brasil Italia Alemania Federal Inglaterra | Austria Checoslovaquia Hungría Polonia Unión Soviética Yugoslavia | Bélgica Escocia Francia Irlanda del Norte Chile Perú | Argelia Camerún Kuwait El Salvador Honduras Nueva Zelanda |

## Desarrollo

### Primera fase

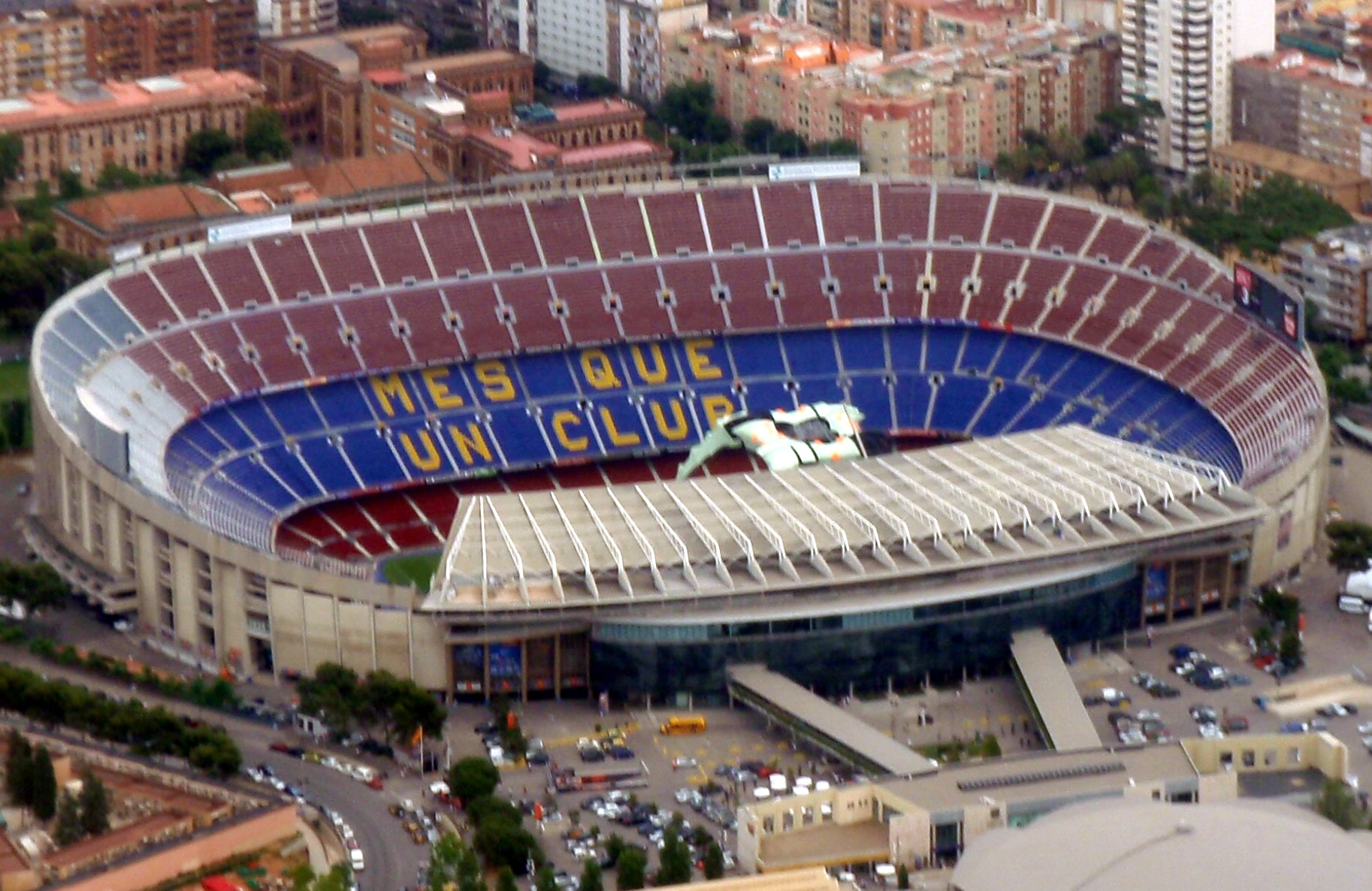
El Camp Nou de Barcelona acogió la gala inaugural del torneo. Con motivo del evento se construyó una tercera gradería.

La apertura de la Copa Mundial tuvo lugar el 13 de junio de 1982 en el Camp Nou (Barcelona). Después de una gala inaugural presidida por el Rey Juan Carlos I, a las 21:00 horas dio comienzo el partido del Grupo 3 entre Argentina y Bélgica. Si bien los vigentes campeones eran favoritos, con la estrella Diego Armando Maradona como mayor reclamo tras su ausencia en Argentina 1978, acabaron siendo derrotados por 1:0 con gol de Erwin Vandenbergh.

#### Grupo 1
El primer grupo contó con la presencia de Italia, Polonia, Perú y Camerún, y se disputó íntegramente en Vigo y La Coruña. Al concluir la segunda jornada se habían producido cuatro empates y tan solo dos goles, así que todos los países tenían opciones de clasificarse en la última fecha. La selección polaca se deshizo de los peruanos por un contundente 5:1, gracias a un cambio táctico de Antoni Piechniczek en la reanudación. En el otro juego, Italia empató 1:1 con Camerún y pudo clasificarse en segundo lugar debido a haber acumulado más goles a su favor (2) en la instancia. Sin embargo, el equipo de Enzo Bearzot quedó muy cuestionado porque no había sido capaz de vencer un solo choque de los tres que había disputado.

#### Grupo 2

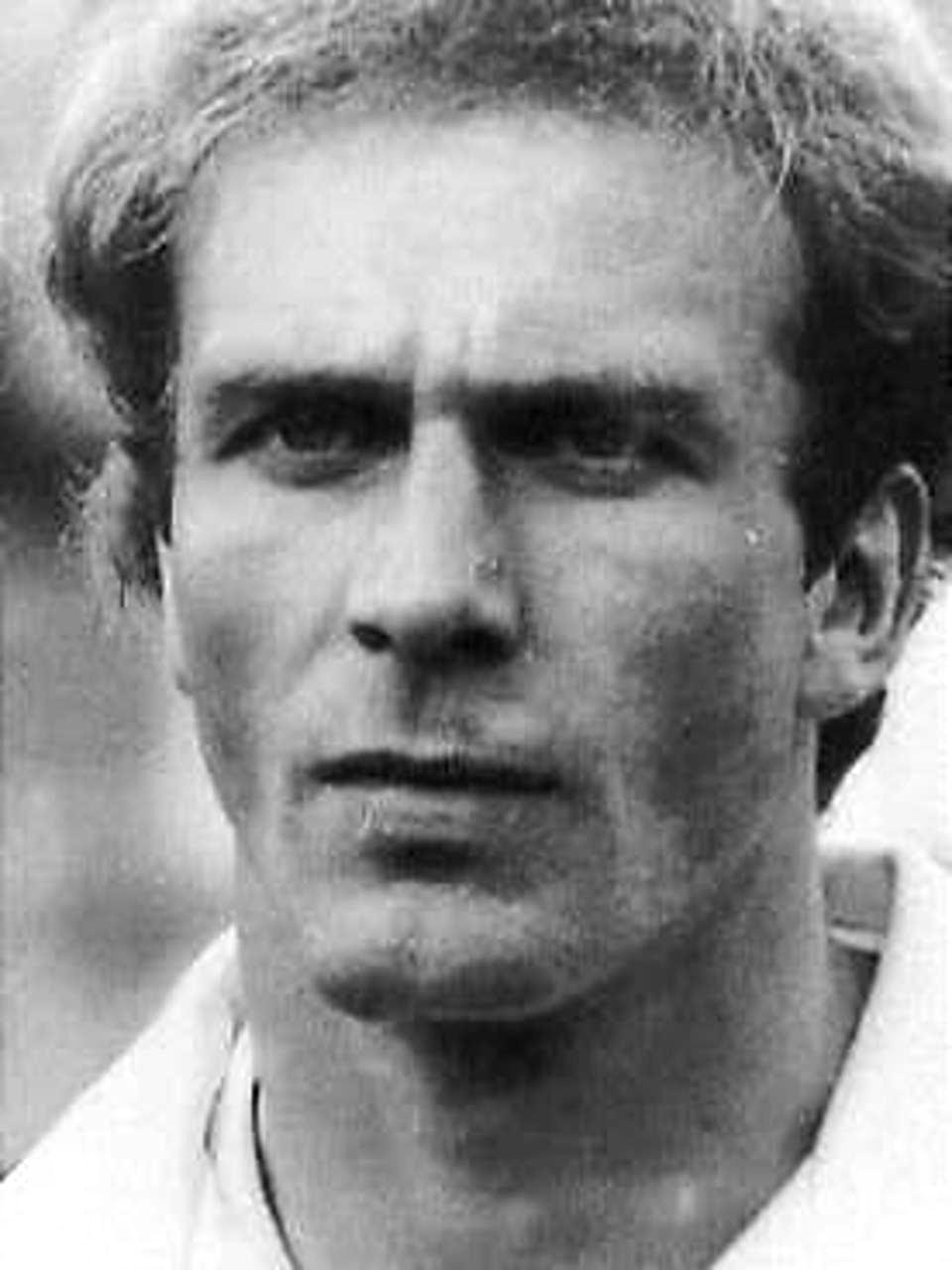
Karl-Heinz Rummenigge, estrella de Alemania.

Las ciudades de Gijón y Oviedo fueron escenario de un grupo en el que participaron Alemania Federal, Austria, Chile y Argelia. Al concluir la segunda jornada, Austria era la sorprendente líder de grupo con dos victorias y Chile virtualmente eliminado. Aunque se esperaba que los germanos dominaran el grupo, éstos cayeron en la primera jornada ante la Argelia de Rabah Madjer (2:1). Ya en la última jornada, los Fennecs vencieron por 3:2 a la Roja, así que a la selección alemana le bastaba un triunfo por la mínima para clasificarse. El partido entre Alemania Federal y Austria acabó 1:0 y metió a ambos conjuntos en segunda ronda, primero y segundo respectivamente, ante la indignación de El Molinón porque no hubo un solo tiro a puerta después del gol de Horst Hrubesch. Dado que ninguna norma impedía la colusión, la FIFA tuvo que establecer horarios unificados en los encuentros decisivos a partir de México 1986.

#### Grupo 3
Después del partido inaugural, las selecciones de Argentina, Bélgica, Hungría y El Salvador disputaron sus encuentros en Alicante y Elche. La selección belga terminó la fase como líder de grupo con dos victorias y un empate, gracias a una brillante actuación de Jean-Marie Pfaff: un gol en contra por tres a favor. La albiceleste no se vino abajo con su derrota inicial: venció por 4:1 a Hungría, con actuación destacada de Maradona y Ardiles, y después se impuso a El Salvador para afianzar el segundo puesto. A los magiares no les sirvió de nada haber firmado la mayor goleada de la historia de la Copa Mundial, un contundente 10:1 sobre una selección salvadoreña muy joven en la que estaba «Mágico» González. El delantero László Kiss se convirtió en el primer jugador que marcaba una tripleta mundialista partiendo como suplente.

#### Grupo 4
Las selecciones de Inglaterra, Francia, Checoslovaquia y Kuwait se jugaron el pase en Bilbao y Valladolid. Los ingleses ganaron todos los partidos del grupo gracias a las actuaciones de Bryan Robson, entre ellos el duelo frente a Francia por 3:1 en la primera jornada. El equipo capitaneado por Michel Platini no bajó los brazos y en la siguiente fecha hizo un claro 4:1 ante Kuwait, en un duelo marcado por una anécdota surrealista: el colegiado Miroslav Stupar anuló un gol legal francés después de que el jeque kuwaití Fahd Al-Ahmad bajara al terreno de juego para exigírselo, algo que terminaría costándole su licencia de arbitraje. Con los ingleses como líderes, la segunda plaza se dirimió entre galos y checoslovacos. Los bleus se adelantaron gracias a Didier Six, y el empate anotado de penalti por Antonín Panenka no fue suficiente para evitar la clasificación francesa.

#### Grupo 5
El quinto grupo, disputado en Valencia y Zaragoza, contó con las selecciones de España, Yugoslavia, Irlanda del Norte y Honduras. Se esperaba una buena actuación de los anfitriones dentro de un cuadro relativamente cómodo, pero su trayectoria resultaría errática: un empate frente a Honduras (1:1). una escueta victoria ante los yugoslavos con goles de Juanito y Saura (2:1) y una sorprendente derrota contra Irlanda del Norte (0:1), a la postre líder de grupo. Los españoles se vieron superados por la presión y cometieron errores durante todo el torneo, especialmente en ese último choque. Con todo, el combinado de José Santamaría pudo firmar la segunda plaza gracias a los peores resultados de sus rivales. El norirlandés Norman Whiteside superó el récord de Pelé al internacional mundialista más joven: 17 años y 41 días.

#### Grupo 6
Las selecciones de Brasil, Unión Soviética, Escocia y Nueva Zelanda se enfrentaron en Sevilla y Málaga. La canarinha de Telê Santana se convirtió en la favorita para llevarse el título gracias a un vistoso juego de ataque en el que destacaban Zico, Sócrates, Falcão y Éder: tuvieron que remontar ante los soviéticos en los últimos minutos (2:1) y dominaron con solvencia el resto de compromisos. La URSS de Aleksandr Chivadze y Oleg Blojín se haría con el segundo puesto gracias a la diferencia de goles y a un empate contra la Escocia de Graeme Souness en la última jornada. Los neozelandeses no sacaron un solo punto en su debut.

### Segunda fase

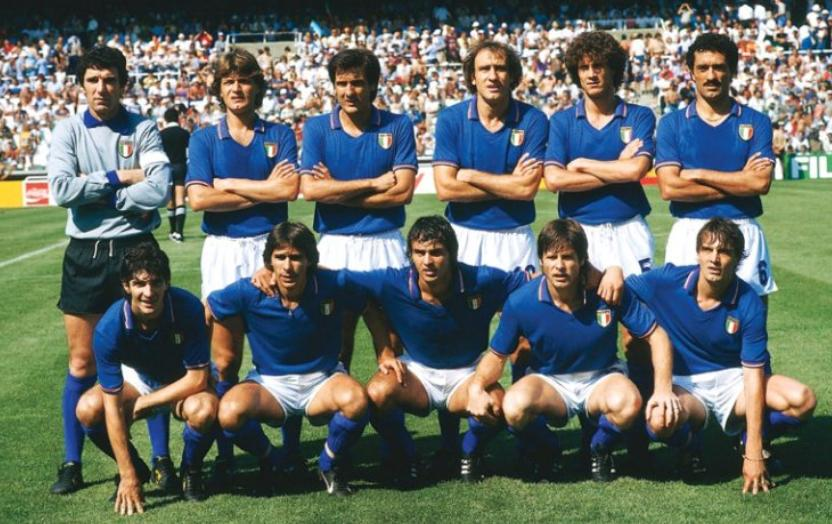
Plantel de la selección italiana en 1982.

Los 12 clasificados fueron encuadrados en cuatro grupos de tres participantes, que jugarían en Barcelona (grupos A y C) y Madrid (grupos B y D) con estadios preasignados.
En el Grupo A, Polonia y la Unión Soviética aprovecharon la baja disciplinaria de Jean-Marie Pfaff para vencer a Bélgica en sus compromisos: 3:0 en el caso de los polacos —con tripleta de Zbigniew Boniek— y 1:0 en el soviético. Al tener una menor diferencia de goles, a la URSS solo le valía la victoria. Sin embargo, el seleccionado de Konstantín Béskov no pudo hacer nada frente a la solidez táctica rival, dominada por Smolarek y Lato. El 0:0 final metía a Polonia en semifinales.
España fue encuadrada en el Grupo B con Alemania Federal e Inglaterra, que habían empatado sin goles en el primer partido. Aunque los germanos contaban con menos efectivos que sus rivales, no tuvieron problemas para deshacerse de los anfitriones por 2:1, sendos goles de Littbarski y Fischer. Inglaterra necesitaba vencer por más de dos tantos para seguir en la pugna, pero no pasó del 0:0 ante una selección española que solo se jugaba la honra.
El Grupo C estuvo conformado por tres campeonas mundiales: Italia, Brasil y Argentina. Los italianos llegaban con bajas expectativas por su desempeño en la primera ronda, pero vencieron a la albiceleste (2:1) con el acierto goleador de Marco Tardelli y la intensidad defensiva de Claudio Gentile, quien hizo un durísimo marcaje sobre Maradona sin ver una sola tarjeta. En el siguiente partido, Brasil ganó por 3:1 a los argentinos. Con el pase a semifinales en juego, el partido Brasil-Italia del 5 de julio de 1982 sigue siendo recordado como el mejor de esta Copa Mundial. El delantero Paolo Rossi, que venía de cumplir una inhabilitación de dos años, reapareció cuando los suyos más lo necesitaban con un hat trick que hizo inútiles los tantos de Sócrates y Falcão. Italia se impuso a la canarinha por 3:2 y certificó así su clasificación.
Por último, Francia no tuvo problemas para liderar el Grupo D con dos triunfos sobre Austria e Irlanda del Norte. En el primer partido, y ante la baja de Platini, los franceses resolvieron por 1:0 gracias a un gol de falta directa de Bernard Genghini. El empate de los norirlandeses ante los austríacos (2:2) les daba esperanzas para la sorpresa, pero en el último partido no fueron rivales para el conjunto galo: ganaron por 4:1 con un doblete de Giresse y Rocheteau.

### Semifinales y tercer lugar
Las dos semifinales se disputaron el 8 de julio de 1982. Por la tarde tuvo lugar en el Camp Nou la primera entre Italia y Polonia, con victoria por 2:0 de los transalpinos gracias a dos goles de Rossi. Los polacos echaron en falta a su delantero Boniek, baja por acumulación de tarjetas, y acabaron topándose con el muro defensivo de Scirea y Cabrini. A su conclusión, el Sánchez-Pizjuán sevillano acogió la otra semifinal entre Alemania Federal y Francia, marcada por las altas temperaturas de Sevilla, por un ritmo frenético y por la agresión de Schumacher a Battiston al salir hacia un balón dividido. Con 1:1 al tiempo reglamentario, los franceses anotaron dos tantos pero Rummenigge y Briegel empataron (3:3) para forzar la tanda de penaltis. A pesar de que Uli Stielike falló su ocasión, Schumacher se convirtió en el artífice del pase teutón a la final tras detener los lanzamientos de Six y Bossis.
En el encuentro por el tercer y cuarto puesto, celebrado el 10 de julio en el Rico Pérez de Alicante, Polonia venció a Francia por 3:2. De este modo, repetiría la mejor posición de su historia que ya había logrado en la Copa Mundial de 1974.

### Final

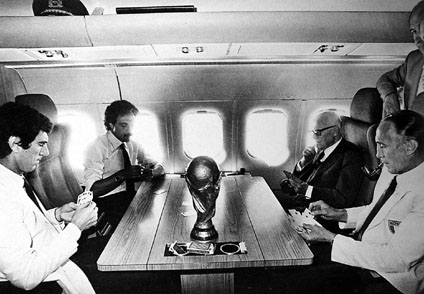
El presidente italiano Sandro Pertini (arriba a la derecha) juega a las cartas con Dino Zoff (abajo a la izquierda), Franco Causio (arriba a la izquierda) y Enzo Bearzot (abajo a la derecha) en el avión que transporta la Copa del Mundo.

La final de la Copa Mundial entre Italia y Alemania Federal fue en Madrid el 11 de julio de 1982 a las 20:00 horas (UTC+2), ante más de 90.000 espectadores que llenaban el Estadio Santiago Bernabéu. Ambos equipos estaban en trayectoria ascendente y habían superado los pronósticos iniciales, si se tienen en cuenta los malos resultados cosechados durante la primera fase. Sin embargo, los italianos eran ligeramente favoritos porque llegaban en mejor forma física que su rival, y también contaban con apoyo mayoritario entre el público local. No hubo bajas significativas: el máximo goleador alemán Karl-Heinz Rummenigge fue duda por gripe pero finalmente pudo jugar. Para dirigir el encuentro se confió en el brasileño Arnaldo Cézar Coelho.
El seleccionador italiano Enzo Bearzot apostó por un sistema de cinco defensas que incluía a Claudio Gentile en detrimento de Antognoni, y cuyo objetivo era incomodar a un contrincante agotado mediante un ritmo de juego lento. Los alemanes trataron de sorprender en los primeros minutos, e incluso vieron como el rival agotaba un cambio tras la lesión de Graziani. No obstante, Giuseppe Bergomi comandó la defensa azzurra para cerrarles cualquier espacio. A partir de ese momento, Italia tomó el control e incluso pudo haberse adelantado a los 25 minutos, cuando el colegiado señaló penalti a favor de Italia por una falta de Briegel sobre Conti. Su compañero Cabrini envió el lanzamiento por línea de fondo, así que ambos llegaron sin goles al descanso.
En la segunda parte el dominio italiano se hizo cada vez más patente. El 1:0 llegó en el minuto 57 a través de una jugada ensayada: Tardelli sacó rápido una falta para sorprender a la zaga germana, Gentile puso un centro al área y Rossi no desaprovechó la ocasión para rematar de cabeza, haciendo el sexto gol de su cuenta personal. Con el marcador en contra, los alemanes metieron un delantero más y adelantaron líneas, lo que dejaba espacios al ataque transalpino para armar contragolpes. Marco Tardelli hizo el 2:0 con un potente chut desde la media luna, y el 3:0 fue obra de Altobelli a pase de Conti. La euforia del público quedó reflejada en la reacción del presidente de Italia, Sandro Pertini, quien celebró con efusividad los goles de su país desde el palco de autoridades. Aunque Paul Breitner anotó el 3:1 definitivo a siete minutos del final, a Alemania ya no le quedaban fuerzas para reaccionar. Italia se proclamó vencedora de la tercera Copa Mundial de Fútbol de su historia.

## Resultados

### Primera fase

#### Grupo 1
| Selección | Pts. | PJ | PG | PE | PP | GF | GC | Dif. |
| --------- | ---- | -- | -- | -- | -- | -- | -- | ---- |
| Polonia   | 4    | 3  | 1  | 2  | 0  | 5  | 1  | 4    |
| Italia    | 3    | 3  | 0  | 3  | 0  | 2  | 2  | 0    |
| Camerún   | 3    | 3  | 0  | 3  | 0  | 1  | 1  | 0    |
| Perú      | 2    | 3  | 0  | 2  | 1  | 2  | 6  | –4   |

| 14 de junio de 1982, 17:15 | Italia | 0:0     | Polonia | Estadio de Balaídos, Vigo                                            |                                                                      |
|                            |        | Reporte |         | Asistencia: 33.040 espectadores Árbitro(s): Michel Vautrot (Francia) | Asistencia: 33.040 espectadores Árbitro(s): Michel Vautrot (Francia) |

| 15 de junio de 1982, 17:15 | Perú | 0:0     | Camerún | Estadio de Riazor, La Coruña                                       |                                                                    |
|                            |      | Reporte |         | Asistencia: 11.000 espectadores Árbitro(s): Franz Wöhrer (Austria) | Asistencia: 11.000 espectadores Árbitro(s): Franz Wöhrer (Austria) |

| 18 de junio de 1982, 17:15 | Italia    | 1:1 (1:0) | Perú     | Estadio de Balaídos, Vigo                                                        |                                                                                  |
|                            | Conti 18' | Reporte   | Díaz 83' | Asistencia: 25.000 espectadores Árbitro(s): Walter Eschweiler (Alemania Federal) | Asistencia: 25.000 espectadores Árbitro(s): Walter Eschweiler (Alemania Federal) |

| 19 de junio de 1982, 19:15 | Polonia | 0:0     | Camerún | Estadio de Riazor, La Coruña                                        |                                                                     |
|                            |         | Reporte |         | Asistencia: 19.000 espectadores Árbitro(s): Alexis Ponnet (Bélgica) | Asistencia: 19.000 espectadores Árbitro(s): Alexis Ponnet (Bélgica) |

| 22 de junio de 1982, 17:15 | Polonia                                                        | 5:1 (0:0) | Perú        | Estadio de Riazor, La Coruña                                             |                                                                          |
|                            | Smolarek 55' · Lato 58' · Boniek 61' · Buncol 68' · Ciolek 76' | Reporte   | La Rosa 83' | Asistencia: 25.000 espectadores Árbitro(s): Mario Rubio Vázquez (México) | Asistencia: 25.000 espectadores Árbitro(s): Mario Rubio Vázquez (México) |

| 23 de junio de 1982, 17:15                                                  | Italia       | 1:1 (0:0) | Camerún    | Estadio de Balaídos, Vigo                                             |                                                                       |
|                                                                             | Graziani 60' | Reporte   | M'Bida 61' | Asistencia: 20.000 espectadores Árbitro(s): Bogdan Dotchev (Bulgaria) | Asistencia: 20.000 espectadores Árbitro(s): Bogdan Dotchev (Bulgaria) |
| Gregoire M'Bida convierte el primer gol de Camerún en un mundial de fútbol. |              |           |            |                                                                       |                                                                       |

#### Grupo 2
| Selección        | Pts. | PJ | PG | PE | PP | GF | GC | Dif. |
| ---------------- | ---- | -- | -- | -- | -- | -- | -- | ---- |
| Alemania Federal | 4    | 3  | 2  | 0  | 1  | 6  | 3  | 3    |
| Austria          | 4    | 3  | 2  | 0  | 1  | 3  | 1  | 2    |
| Argelia          | 4    | 3  | 2  | 0  | 1  | 5  | 5  | 0    |
| Chile            | 0    | 3  | 0  | 0  | 3  | 3  | 8  | –5   |

| 16 de junio de 1982, 17:15                                                              | Alemania Federal | 1:2 (0:0) | Argelia                   | Estadio El Molinón, Gijón                                                |                                                                          |
|                                                                                         | Rummenigge 67'   | Reporte   | Madjer 54' · Belloumi 68' | Asistencia: 42.000 espectadores Árbitro(s): Enrique Labo Revoredo (Perú) | Asistencia: 42.000 espectadores Árbitro(s): Enrique Labo Revoredo (Perú) |
| Primer triunfo de un seleccionado africano sobre un europeo y también campeón del mundo |                  |           |                           |                                                                          |                                                                          |

| 17 de junio de 1982, 17:15 | Chile | 0:1 (0:1) | Austria       | Estadio Carlos Tartiere, Oviedo                                              |                                                                              |
|                            |       | Reporte   | Schachner 21' | Asistencia: 22.500 espectadores Árbitro(s): Juan Daniel Cardellino (Uruguay) | Asistencia: 22.500 espectadores Árbitro(s): Juan Daniel Cardellino (Uruguay) |

| 20 de junio de 1982, 17:15 | Alemania Federal                       | 4:1 (1:0) | Chile       | Estadio El Molinón, Gijón                                        |                                                                  |
|                            | Rummenigge 9', 57', 66' · Reinders 81' | Reporte   | Moscoso 90' | Asistencia: 42.000 espectadores Árbitro(s): Bruno Galler (Suiza) | Asistencia: 42.000 espectadores Árbitro(s): Bruno Galler (Suiza) |

| 21 de junio de 1982, 17:15 | Argelia | 0:2 (0:0) | Austria                    | Estadio Carlos Tartiere, Oviedo                                       |                                                                       |
|                            |         | Reporte   | Schachner 55' · Krankl 67' | Asistencia: 22.000 espectadores Árbitro(s): Tony Boskovic (Australia) | Asistencia: 22.000 espectadores Árbitro(s): Tony Boskovic (Australia) |

| 24 de junio de 1982, 17:15 | Argelia                       | 3:2 (3:0) | Chile                           | Estadio Carlos Tartiere, Oviedo                                       |                                                                       |
|                            | Assad 7', 31' · Bensaoula 35' | Reporte   | Neira 59' (pen.) · Letelier 73' | Asistencia: 16.000 espectadores Árbitro(s): Rómulo Méndez (Guatemala) | Asistencia: 16.000 espectadores Árbitro(s): Rómulo Méndez (Guatemala) |

| 25 de junio de 1982, 17:15                                                                     | Alemania Federal | 1:0 (1:0) | Austria | Estadio El Molinón, Gijón                                           |                                                                     |
|                                                                                                | Hrubesch 10'     | Reporte   |         | Asistencia: 41.000 espectadores Árbitro(s): Bob Valentine (Escocia) | Asistencia: 41.000 espectadores Árbitro(s): Bob Valentine (Escocia) |
| Considerado como el partido más polémico debido al arreglo que tuvo. Véase Desgracia de Gijón. |                  |           |         |                                                                     |                                                                     |

#### Grupo 3
| Selección   | Pts. | PJ | PG | PE | PP | GF | GC | Dif. |
| ----------- | ---- | -- | -- | -- | -- | -- | -- | ---- |
| Bélgica     | 5    | 3  | 2  | 1  | 0  | 3  | 1  | 2    |
| Argentina   | 4    | 3  | 2  | 0  | 1  | 6  | 2  | 4    |
| Hungría     | 3    | 3  | 1  | 1  | 1  | 12 | 6  | 6    |
| El Salvador | 0    | 3  | 0  | 0  | 3  | 1  | 13 | –12  |

| 13 de junio de 1982, 20:00 | Argentina | 0:1 (0:0) | Bélgica         | Estadio Camp Nou, Barcelona                                                   |                                                                               |
|                            |           | Reporte   | Vandenbergh 62' | Asistencia: 95.000 espectadores Árbitro(s): Vojtech Christov (Checoslovaquia) | Asistencia: 95.000 espectadores Árbitro(s): Vojtech Christov (Checoslovaquia) |

| 15 de junio de 1982, 21:00                                                                            | Hungría                                                                                         | 10:1 (3:0) | El Salvador | Nuevo Estadio, Elche                                                        |                                                                             |
| | Nyilasi 4', 83' · Pölöskei 11' · Fazekas 23', 53' · Tóth 50' · Kiss 69', 72', 76' · Szentes 70' | Reporte    | Ramírez 64' | Asistencia: 23.000 espectadores Árbitro(s): Ibrahim Youssef Al-Doy (Baréin) | Asistencia: 23.000 espectadores Árbitro(s): Ibrahim Youssef Al-Doy (Baréin) |
| El 10-1 de Hungría a El Salvador pasaría a ser la mayor goleada en la historia de las Copas del Mundo |                                                                                                 |            |             |                                                                             |                                                                             |

| 18 de junio de 1982, 21:00 | Argentina                                     | 4:1 (2:0) | Hungría      | Estadio José Rico Pérez, Alicante                                    |                                                                      |
|                            | Bertoni 26' · Maradona 28', 57' · Ardiles 60' | Reporte   | Pölöskei 76' | Asistencia: 32.093 espectadores Árbitro(s): Belaid Lacarne (Argelia) | Asistencia: 32.093 espectadores Árbitro(s): Belaid Lacarne (Argelia) |

| 19 de junio de 1982, 21:00 | Bélgica   | 1:0 (1:0) | El Salvador | Nuevo Estadio, Elche                                                            |                                                                                 |
|                            | Coeck 19' | Reporte   |             | Asistencia: 15.000 espectadores Árbitro(s): Malcolm Moffatt (Irlanda del Norte) | Asistencia: 15.000 espectadores Árbitro(s): Malcolm Moffatt (Irlanda del Norte) |

| 22 de junio de 1982, 21:00                            | Bélgica           | 1:1 (0:1) | Hungría   | Nuevo Estadio, Elche                                                 |                                                                      |
|                                                       | Czerniatynski 76' | Reporte   | Varga 27' | Asistencia: 37.000 espectadores Árbitro(s): Clive White (Inglaterra) | Asistencia: 37.000 espectadores Árbitro(s): Clive White (Inglaterra) |
| Primera clasificación a la siguiente fase de Bélgica. |                   |           |           |                                                                      |                                                                      |

| 23 de junio de 1982, 21:00 | Argentina                          | 2:0 (1:0) | El Salvador | Estadio José Rico Pérez, Alicante                                    |                                                                      |
|                            | Pasarella 22' (pen.) · Bertoni 54' | Reporte   |             | Asistencia: 32.500 espectadores Árbitro(s): Luis Barrancos (Bolivia) | Asistencia: 32.500 espectadores Árbitro(s): Luis Barrancos (Bolivia) |

#### Grupo 4
| Selección      | Pts. | PJ | PG | PE | PP | GF | GC | Dif. |
| -------------- | ---- | -- | -- | -- | -- | -- | -- | ---- |
| Inglaterra     | 6    | 3  | 3  | 0  | 0  | 6  | 1  | 5    |
| Francia        | 3    | 3  | 1  | 1  | 1  | 6  | 5  | 1    |
| Checoslovaquia | 2    | 3  | 0  | 2  | 1  | 2  | 4  | –2   |
| Kuwait         | 1    | 3  | 0  | 1  | 2  | 2  | 6  | –4   |

| 16 de junio de 1982, 17:15 | Inglaterra                   | 3:1 (1:1) | Francia   | San Mamés, Bilbao                                                      |                                                                        |
|                            | Robson 1', 67' · Mariner 83' | Reporte   | Soler 24' | Asistencia: 44.172 espectadores Árbitro(s): António Garrido (Portugal) | Asistencia: 44.172 espectadores Árbitro(s): António Garrido (Portugal) |

| 17 de junio de 1982, 17:45 | Checoslovaquia     | 1:1 (1:0) | Kuwait        | Estadio José Zorrilla, Valladolid                                   |                                                                     |
|                            | Panenka 21' (pen.) | Reporte   | Al-Dakhil 57' | Asistencia: 25.000 espectadores Árbitro(s): Benjamin Dwomoh (Ghana) | Asistencia: 25.000 espectadores Árbitro(s): Benjamin Dwomoh (Ghana) |

| 20 de junio de 1982, 17:15 | Inglaterra                      | 2:0 (0:0) | Checoslovaquia | San Mamés, Bilbao                                                         |                                                                           |
|                            | Francis 62' · Barmos 66' (a.g.) | Reporte   |                | Asistencia: 41.123 espectadores Árbitro(s): Charles Corver (Países Bajos) | Asistencia: 41.123 espectadores Árbitro(s): Charles Corver (Países Bajos) |

| 21 de junio de 1982, 17:15 | Francia                                           | 4:1 (2:0) | Kuwait          | Estadio José Zorrilla, Valladolid                                             |                                                                               |
|                            | Genghini 31' · Platini 43' · Six 48' · Bossis 89' | Reporte   | Al-Buloushi 75' | Asistencia: 30.043 espectadores Árbitro(s): Miroslav Stupar (Unión Soviética) | Asistencia: 30.043 espectadores Árbitro(s): Miroslav Stupar (Unión Soviética) |

| 24 de junio de 1982, 17:15 | Francia | 1:1 (0:0) | Checoslovaquia     | Estadio José Zorrilla, Valladolid                                  |                                                                    |
|                            | Six 66' | Reporte   | Panenka 84' (pen.) | Asistencia: 28.000 espectadores Árbitro(s): Paolo Casarin (Italia) | Asistencia: 28.000 espectadores Árbitro(s): Paolo Casarin (Italia) |

| 25 de junio de 1982, 17:15 | Inglaterra  | 1:0 (1:0) | Kuwait | San Mamés, Bilbao                                                           |                                                                             |
|                            | Francis 27' | Reporte   |        | Asistencia: 39.700 espectadores Árbitro(s): Gilberto Aristizábal (Colombia) | Asistencia: 39.700 espectadores Árbitro(s): Gilberto Aristizábal (Colombia) |

#### Grupo 5
| Selección         | Pts. | PJ | PG | PE | PP | GF | GC | Dif. |
| ----------------- | ---- | -- | -- | -- | -- | -- | -- | ---- |
| Irlanda del Norte | 4    | 3  | 1  | 2  | 0  | 2  | 1  | 1    |
| España            | 3    | 3  | 1  | 1  | 1  | 3  | 3  | 0    |
| Yugoslavia        | 3    | 3  | 1  | 1  | 1  | 2  | 2  | 0    |
| Honduras          | 2    | 3  | 0  | 2  | 1  | 2  | 3  | –1   |

| 16 de junio de 1982, 21:00 | España                  | 1:1 (0:1) | Honduras  | Estadio Luis Casanova, Valencia                                           |                                                                           |
|                            | López Ufarte 65' (pen.) | Reporte   | Zelaya 7' | Asistencia: 49.562 espectadores Árbitro(s): Arturo Ithurralde (Argentina) | Asistencia: 49.562 espectadores Árbitro(s): Arturo Ithurralde (Argentina) |

| 17 de junio de 1982, 21:00 | Yugoslavia | 0:0     | Irlanda del Norte | Estadio La Romareda, Zaragoza                                         |                                                                       |
|                            |            | Reporte |                   | Asistencia: 25.000 espectadores Árbitro(s): Erik Fredriksson (Suecia) | Asistencia: 25.000 espectadores Árbitro(s): Erik Fredriksson (Suecia) |

| 20 de junio de 1982, 21:00 | España                         | 2:1 (1:1) | Yugoslavia | Estadio Luis Casanova, Valencia                                               |                                                                               |
|                            | Juanito 14' (pen.) · Saura 66' | Reporte   | Gudelj 10' | Asistencia: 48.000 espectadores Árbitro(s): Henning Lund Sørensen (Dinamarca) | Asistencia: 48.000 espectadores Árbitro(s): Henning Lund Sørensen (Dinamarca) |

| 21 de junio de 1982, 21:00 | Honduras  | 1:1 (0:1) | Irlanda del Norte | Estadio La Romareda, Zaragoza                                        |                                                                      |
|                            | Laing 60' | Reporte   | Armstrong 9'      | Asistencia: 15.000 espectadores Árbitro(s): Sun Cham Tan (Hong Kong) | Asistencia: 15.000 espectadores Árbitro(s): Sun Cham Tan (Hong Kong) |

| 24 de junio de 1982, 21:00 | Honduras | 0:1 (0:0) | Yugoslavia          | Estadio La Romareda, Zaragoza                                     |                                                                   |
|                            |          | Reporte   | Petrović 88' (pen.) | Asistencia: 25.000 espectadores Árbitro(s): Gastón Castro (Chile) | Asistencia: 25.000 espectadores Árbitro(s): Gastón Castro (Chile) |

| 25 de junio de 1982, 21:00 | Irlanda del Norte | 1:0 (0:0) | España | Estadio Luis Casanova, Valencia                                     |                                                                     |
|                            | Armstrong 47'     | Reporte   |        | Asistencia: 49.562 espectadores Árbitro(s): Héctor Ortiz (Paraguay) | Asistencia: 49.562 espectadores Árbitro(s): Héctor Ortiz (Paraguay) |

#### Grupo 6
| Selección       | Pts. | PJ | PG | PE | PP | GF | GC | Dif. |
| --------------- | ---- | -- | -- | -- | -- | -- | -- | ---- |
| Brasil          | 6    | 3  | 3  | 0  | 0  | 10 | 2  | 8    |
| Unión Soviética | 3    | 3  | 1  | 1  | 1  | 6  | 4  | 2    |
| Escocia         | 3    | 3  | 1  | 1  | 1  | 8  | 8  | 0    |
| Nueva Zelanda   | 0    | 3  | 0  | 0  | 3  | 2  | 12 | –10  |

| 14 de junio de 1982, 21:00 | Brasil                  | 2:1 (0:1) | Unión Soviética | Estadio Ramón Sánchez Pizjuán, Sevilla                                     |                                                                            |
|                            | Sócrates 75' · Eder 88' | Reporte   | Bal 34'         | Asistencia: 68.000 espectadores Árbitro(s): Augusto Lamo Castillo (España) | Asistencia: 68.000 espectadores Árbitro(s): Augusto Lamo Castillo (España) |

| 15 de junio de 1982, 21:00 | Escocia                                                      | 5:2 (3:0) | Nueva Zelanda            | Estadio La Rosaleda, Málaga                                              |                                                                          |
|                            | Dalglish 18' · Wark 29', 32' · Robertson 73' · Archibald 79' | Reporte   | Sumner 54' · Wooddin 64' | Asistencia: 36.000 espectadores Árbitro(s): David Socha (Estados Unidos) | Asistencia: 36.000 espectadores Árbitro(s): David Socha (Estados Unidos) |

| 18 de junio de 1982, 21:00 | Brasil                                       | 4:1 (1:1) | Escocia   | Estadio Benito Villamarín, Sevilla                                          |                                                                             |
|                            | Zico 33' · Oscar 48' · Eder 63' · Falcão 87' | Reporte   | Narey 18' | Asistencia: 47.379 espectadores Árbitro(s): Luis Paulino Siles (Costa Rica) | Asistencia: 47.379 espectadores Árbitro(s): Luis Paulino Siles (Costa Rica) |

| 19 de junio de 1982, 21:00 | Unión Soviética                           | 3:0 (1:0) | Nueva Zelanda | Estadio La Rosaleda, Málaga                                                 |                                                                             |
|                            | Gavrilov 24' · Blokhin 48' · Baltacha 68' | Reporte   |               | Asistencia: 19.000 espectadores Árbitro(s): Yusef Mohammed El Ghoul (Libia) | Asistencia: 19.000 espectadores Árbitro(s): Yusef Mohammed El Ghoul (Libia) |

| 22 de junio de 1982, 21:00 | Unión Soviética              | 2:2 (0:1) | Escocia                  | Estadio La Rosaleda, Málaga                                          |                                                                      |
|                            | Chivadze 59' · Shengelia 84' | Reporte   | Jordan 15' · Souness 86' | Asistencia: 45.000 espectadores Árbitro(s): Nicolae Rainea (Rumania) | Asistencia: 45.000 espectadores Árbitro(s): Nicolae Rainea (Rumania) |

| 23 de junio de 1982, 21:00 | Brasil                                    | 4:0 (2:0) | Nueva Zelanda | Estadio Benito Villamarín, Sevilla                                         |                                                                            |
|                            | Zico 28', 31' · Falcão 64' · Serginho 70' | Reporte   |               | Asistencia: 43.000 espectadores Árbitro(s): Damar Matovinovic (Yugoslavia) | Asistencia: 43.000 espectadores Árbitro(s): Damar Matovinovic (Yugoslavia) |

### Segunda fase

#### Grupo A
| Selección       | Pts. | PJ | PG | PE | PP | GF | GC | Dif. |
| --------------- | ---- | -- | -- | -- | -- | -- | -- | ---- |
| Polonia         | 3    | 2  | 1  | 1  | 0  | 3  | 0  | 3    |
| Unión Soviética | 3    | 2  | 1  | 1  | 0  | 1  | 0  | 1    |
| Bélgica         | 0    | 2  | 0  | 0  | 2  | 0  | 4  | –4   |

| 28 de junio de 1982, 21:00 | Polonia             | 3:0 (2:0) | Bélgica | Estadio Camp Nou, Barcelona                                                 |                                                                             |
|                            | Boniek 4', 26', 53' | Reporte   |         | Asistencia: 65.000 espectadores Árbitro(s): Luis Paulino Siles (Costa Rica) | Asistencia: 65.000 espectadores Árbitro(s): Luis Paulino Siles (Costa Rica) |

| 1 de julio de 1982, 21:00 | Bélgica | 0:1 (0:0) | Unión Soviética | Estadio Camp Nou, Barcelona                                          |                                                                      |
|                           |         | Reporte   | Oganesian 48'   | Asistencia: 45.000 espectadores Árbitro(s): Michel Vautrot (Francia) | Asistencia: 45.000 espectadores Árbitro(s): Michel Vautrot (Francia) |

| 4 de julio de 1982, 21:00 | Polonia | 0:0     | Unión Soviética | Estadio Camp Nou, Barcelona                                            |                                                                        |
|                           |         | Reporte |                 | Asistencia: 65.000 espectadores Árbitro(s): Robert Valentine (Escocia) | Asistencia: 65.000 espectadores Árbitro(s): Robert Valentine (Escocia) |

#### Grupo B
| Selección        | Pts. | PJ | PG | PE | PP | GF | GC | Dif. |
| ---------------- | ---- | -- | -- | -- | -- | -- | -- | ---- |
| Alemania Federal | 3    | 2  | 1  | 1  | 0  | 2  | 1  | 1    |
| Inglaterra       | 2    | 2  | 0  | 2  | 0  | 0  | 0  | 0    |
| España           | 1    | 2  | 0  | 1  | 1  | 1  | 2  | –1   |

| 29 de junio de 1982, 21:00 | Alemania Federal | 0:0     | Inglaterra | Estadio Santiago Bernabéu, Madrid                                   |                                                                     |
|                            |                  | Reporte |            | Asistencia: 75.000 espectadores Árbitro(s): Arnaldo Coelho (Brasil) | Asistencia: 75.000 espectadores Árbitro(s): Arnaldo Coelho (Brasil) |

| 2 de julio de 1982, 21:00 | Alemania Federal             | 2:1 (0:0) | España     | Estadio Santiago Bernabéu, Madrid                                  |                                                                    |
|                           | Littbarski 50' · Fischer 75' | Reporte   | Zamora 82' | Asistencia: 90.089 espectadores Árbitro(s): Paolo Casarin (Italia) | Asistencia: 90.089 espectadores Árbitro(s): Paolo Casarin (Italia) |

| 5 de julio de 1982, 21:00 | España | 0:0     | Inglaterra | Estadio Santiago Bernabéu, Madrid                                   |                                                                     |
|                           |        | Reporte |            | Asistencia: 75.000 espectadores Árbitro(s): Alexis Ponnet (Bélgica) | Asistencia: 75.000 espectadores Árbitro(s): Alexis Ponnet (Bélgica) |

#### Grupo C
| Selección | Pts. | PJ | PG | PE | PP | GF | GC | Dif. |
| --------- | ---- | -- | -- | -- | -- | -- | -- | ---- |
| Italia    | 4    | 2  | 2  | 0  | 0  | 5  | 3  | 2    |
| Brasil    | 2    | 2  | 1  | 0  | 1  | 5  | 4  | 1    |
| Argentina | 0    | 2  | 0  | 0  | 2  | 2  | 5  | –3   |

| 29 de junio de 1982, 17:15 | Italia                     | 2:1 (0:0) | Argentina      | Estadio de Sarriá, Barcelona                                         |                                                                      |
|                            | Tardelli 55' · Cabrini 67' | Reporte   | Passarella 83' | Asistencia: 43.000 espectadores Árbitro(s): Nicolae Rainea (Rumania) | Asistencia: 43.000 espectadores Árbitro(s): Nicolae Rainea (Rumania) |

| 2 de julio de 1982, 17:15 | Argentina | 1:3 (0:1) | Brasil                               | Estadio de Sarriá, Barcelona                                             |                                                                          |
|                           | Díaz 89'  | Reporte   | Zico 11' · Serginho 66' · Junior 75' | Asistencia: 44.000 espectadores Árbitro(s): Mario Rubio Vázquez (México) | Asistencia: 44.000 espectadores Árbitro(s): Mario Rubio Vázquez (México) |

| 5 de julio de 1982, 17:15 | Italia             | 3:2 (2:1) | Brasil                    | Estadio de Sarriá, Barcelona                                       |                                                                    |
|                           | Rossi 5', 25', 74' | Reporte   | Sócrates 12' · Falcão 68' | Asistencia: 44.000 espectadores Árbitro(s): Abraham Klein (Israel) | Asistencia: 44.000 espectadores Árbitro(s): Abraham Klein (Israel) |

#### Grupo D
| Selección         | Pts. | PJ | PG | PE | PP | GF | GC | Dif. |
| ----------------- | ---- | -- | -- | -- | -- | -- | -- | ---- |
| Francia           | 4    | 2  | 2  | 0  | 0  | 5  | 1  | 4    |
| Austria           | 1    | 2  | 0  | 1  | 1  | 2  | 3  | –1   |
| Irlanda del Norte | 1    | 2  | 0  | 1  | 1  | 3  | 6  | –3   |

| 28 de junio de 1982, 17:15 | Austria | 0:1 (0:1) | Francia      | Estadio Vicente Calderón, Madrid                                     |                                                                      |
|                            |         | Reporte   | Genghini 39' | Asistencia: 37.000 espectadores Árbitro(s): Karoly Palotai (Hungría) | Asistencia: 37.000 espectadores Árbitro(s): Karoly Palotai (Hungría) |

| 1 de julio de 1982, 17:15 | Austria                      | 2:2 (0:1) | Irlanda del Norte | Estadio Vicente Calderón, Madrid                                             |                                                                              |
|                           | Pezzey 50' · Hintermaier 68' | Reporte   | Hamilton 27', 75' | Asistencia: 20.000 espectadores Árbitro(s): Adolf Prokop (Alemania Oriental) | Asistencia: 20.000 espectadores Árbitro(s): Adolf Prokop (Alemania Oriental) |

| 4 de julio de 1982, 17:15 | Francia                               | 4:1 (1:0) | Irlanda del Norte | Estadio Vicente Calderón, Madrid                                    |                                                                     |
|                           | Giresse 33', 80' · Rocheteau 46', 68' | Reporte   | Armstrong 75'     | Asistencia: 37.000 espectadores Árbitro(s): Alojzy Jarguz (Polonia) | Asistencia: 37.000 espectadores Árbitro(s): Alojzy Jarguz (Polonia) |

### Fase final
|  | Semifinales            | Semifinales      |                              |       | Final | Final |
|  |                        |                  |                              |       |       |       |
|  | 8 de julio − Barcelona |                  |                              |       |       |       |
|  |                        |                  |                              |       |       |       |
|  | Polonia                | 0                |                              |       |       |       |
|  | Polonia                | 0                | 11 de julio − Madrid         |       |       |       |
|  | Italia                 | 2                |                              |       |       |       |
|  | Italia                 | 2                | Italia                       | 3     |       |       |
|  | 8 de julio − Sevilla   |                  | Italia                       | 3     |       |       |
|  |                        | Alemania Federal | 1                            |       |       |       |
|  | Alemania Federal (p.)  | Alemania Federal | 1                            | 3 (5) |       |       |
|  | Alemania Federal (p.)  |                  |                              | 3 (5) |       |       |
|  | Francia                | 3 (4)            |                              |       |       |       |
|  | Francia                | 3 (4)            | Partido por el tercer puesto |       |       |       |
|  |                        |                  |                              |       |       |       |
|  | 10 de julio − Alicante |                  |                              |       |       |       |
|  |                        |                  |                              |       |       |       |
|  | Polonia                | 3                |                              |       |       |       |
|  | Polonia                | 3                |                              |       |       |       |
|  | Francia                | 2                |                              |       |       |       |

#### Semifinales
| 8 de julio de 1982, 17:15 | Polonia | 0:2 (0:1) | Italia         | Camp Nou, Barcelona                                                          |                                                                              |
|                           |         | Reporte   | Rossi 22', 73' | Asistencia: 50.000 espectadores Árbitro(s): Juan Daniel Cardellino (Uruguay) | Asistencia: 50.000 espectadores Árbitro(s): Juan Daniel Cardellino (Uruguay) |

| 8 de julio de 1982, 21:00 | Alemania Federal                                                 | 3:3 (1:1, 1:1) (t. s.)(5:4 p.) | Francia                                               | Estadio Ramón Sánchez Pizjuán, Sevilla                                    |                                                                           |
| | Littbarski 17' · Rummenigge 102' · Fischer 108'                  | Reporte                        | Platini 26' (pen.) · Tresor 92' · Giresse 98'         | Asistencia: 70.000 espectadores Árbitro(s): Charles Corver (Países Bajos) | Asistencia: 70.000 espectadores Árbitro(s): Charles Corver (Países Bajos) |
| |                                                                  | Tiros desde el punto penal     |                                                       |                                                                           |                                                                           |
| | Kaltz · Breitner · Stielike · Littbarski · Rummenigge · Hrubesch |                                | Giresse · Amoros · Rocheteau · Six · Platini · Bossis |                                                                           |                                                                           |
| Primer partido de la Fase Final (desde semifinales) que termina en empate. Primer partido con Definición desde el punto penal. |                                                                  |                                |                                                       |                                                                           |                                                                           |

#### Tercer puesto
| 10 de julio de 1982, 20:00 | Polonia                                     | 3:2 (2:1) | Francia                  | Estadio José Rico Pérez, Alicante                                      |                                                                        |
|                            | Szarmach 40' · Malewski 44' · Kupcewicz 46' | Reporte   | Girard 13' · Couriol 72' | Asistencia: 28.000 espectadores Árbitro(s): António Garrido (Portugal) | Asistencia: 28.000 espectadores Árbitro(s): António Garrido (Portugal) |

#### Final
| 11 de julio de 1982, 20:00 | Italia                                   | 3:1 (0:0) | Alemania Federal | Estadio Santiago Bernabéu, Madrid                                   |                                                                     |
| | Rossi 57' · Tardelli 69' · Altobelli 81' | Reporte   | Breitner 83'     | Asistencia: 90.000 espectadores Árbitro(s): Arnaldo Coelho (Brasil) | Asistencia: 90.000 espectadores Árbitro(s): Arnaldo Coelho (Brasil) |
| Antonio Cabrini es el primer y único jugador en fallar un penal en una final de Copa del Mundo en tiempo reglamentario. Con 40 años Dino Zoff es el jugador más longevo en ser campeón del mundo. Paul Breitner fue el tercer jugador en anotar en dos finales de la Copa del Mundo. |                                          |           |                  |                                                                     |                                                                     |

|                            |
| Bandera de Italia          |
| Campeón Italia 3.er título |

## Estadísticas

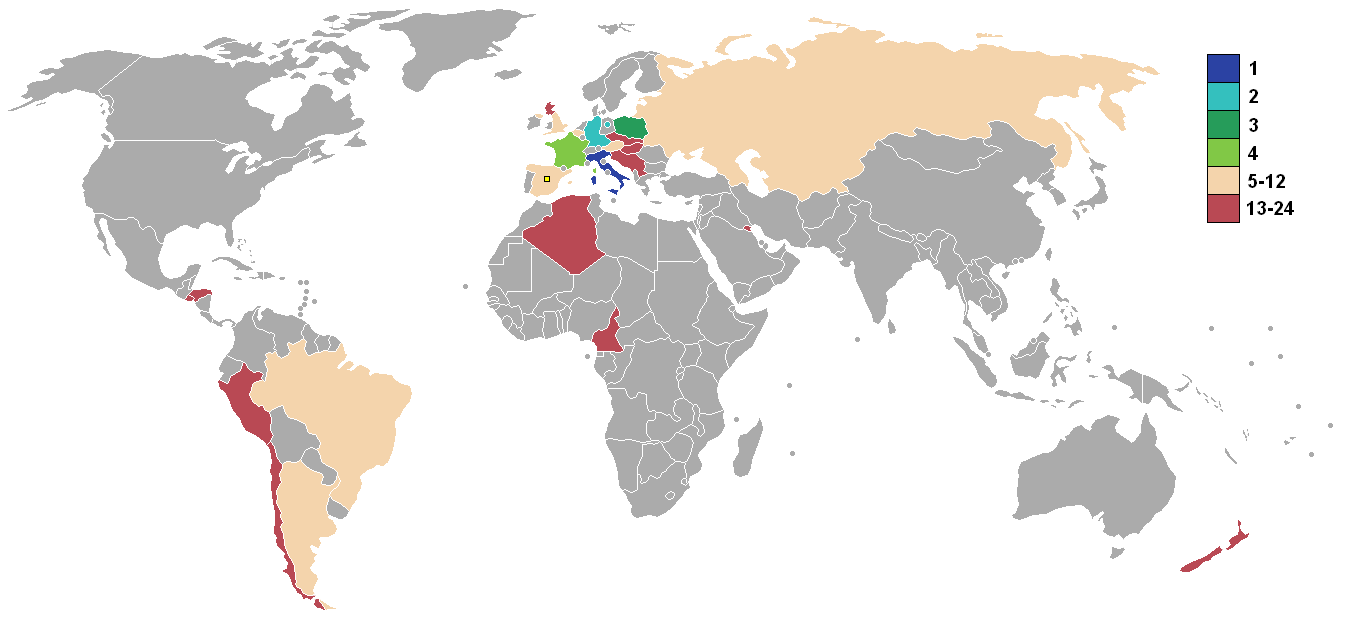
Mapa de la Copa Mundial de Fútbol de 1982 según la clasificación final.

| Equipo | Equipo            | Pts | PJ | PG | PE | PP | GF | GC | Dif | Rend   |
| ------ | ----------------- | --- | -- | -- | -- | -- | -- | -- | --- | ------ |
| 1      | Italia            | 11  | 7  | 4  | 3  | 0  | 12 | 6  | +6  | 78,6 % |
| 2      | Alemania Federal  | 8   | 7  | 3  | 2  | 2  | 12 | 10 | +2  | 57,1 % |
| 3      | Polonia           | 9   | 7  | 3  | 3  | 1  | 11 | 5  | +6  | 64,3 % |
| 4      | Francia           | 8   | 7  | 3  | 2  | 2  | 16 | 12 | +4  | 57,1 % |
| 5      | Brasil            | 8   | 5  | 4  | 0  | 1  | 15 | 6  | +9  | 80 %   |
| 6      | Inglaterra        | 8   | 5  | 3  | 2  | 0  | 6  | 1  | +5  | 80 %   |
| 7      | Unión Soviética   | 6   | 5  | 2  | 2  | 1  | 7  | 4  | +3  | 60 %   |
| 8      | Austria           | 5   | 5  | 2  | 1  | 2  | 5  | 4  | +1  | 60 %   |
| 9      | Irlanda del Norte | 5   | 5  | 1  | 3  | 1  | 5  | 7  | –2  | 50 %   |
| 10     | Bélgica           | 5   | 5  | 2  | 1  | 2  | 3  | 5  | –2  | 50 %   |
| 11     | Argentina         | 4   | 5  | 2  | 0  | 3  | 8  | 7  | +1  | 40 %   |
| 12     | España            | 4   | 5  | 1  | 2  | 2  | 4  | 5  | –1  | 40 %   |
| 13     | Argelia           | 4   | 3  | 2  | 0  | 1  | 5  | 5  | 0   | 66,6 % |
| 14     | Hungría           | 3   | 3  | 1  | 1  | 1  | 12 | 6  | +6  | 50 %   |
| 15     | Escocia           | 3   | 3  | 1  | 1  | 1  | 8  | 8  | 0   | 50 %   |
| 16     | Yugoslavia        | 3   | 3  | 1  | 1  | 1  | 2  | 2  | 0   | 50 %   |
| 17     | Camerún           | 3   | 3  | 0  | 3  | 0  | 1  | 1  | 0   | 50 %   |
| 18     | Honduras          | 2   | 3  | 0  | 2  | 1  | 2  | 3  | –1  | 33,3 % |
| 19     | Checoslovaquia    | 2   | 3  | 0  | 2  | 1  | 2  | 4  | –2  | 33,3 % |
| 20     | Perú              | 2   | 3  | 0  | 2  | 1  | 2  | 6  | –4  | 33,3 % |
| 21     | Kuwait            | 1   | 3  | 0  | 1  | 2  | 2  | 6  | –4  | 16,6 % |
| 22     | Chile             | 0   | 3  | 0  | 0  | 3  | 3  | 8  | –5  | 0 %    |
| 23     | Nueva Zelanda     | 0   | 3  | 0  | 0  | 3  | 2  | 12 | –10 | 0 %    |
| 24     | El Salvador       | 0   | 3  | 0  | 0  | 3  | 1  | 13 | –12 | 0 %    |

## Reconocimientos

### Bota de oro
Por primera vez en la historia de la Copa Mundial, la FIFA otorgaría la Bota de oro en reconocimiento al máximo goleador de la competición. En total se marcaron 146 goles (2,81 por partido).
| Jugador               | Selección         | Goles |
| --------------------- | ----------------- | ----- |
| Paolo Rossi           | Italia            | 6     |
| Karl-Heinz Rummenigge | Alemania Federal  | 5     |
| Zico                  | Brasil            | 4     |
| Zbigniew Boniek       | Polonia           | 4     |
| Alain Giresse         | Francia           | 3     |
| Falcão                | Brasil            | 3     |
| Gerry Armstrong       | Irlanda del Norte | 3     |
| László Kiss           | Hungría           | 3     |

### Balón de oro
El Balón de oro distingue al mejor jugador de cada Copa Mundial. La FIFA elaboró una lista con los 10 futbolistas más destacados, posteriormente votados por los representantes de la prensa acreditada.
| Jugador                | Selección        |
| ---------------------- | ---------------- |
| Paolo Rossi            | Italia           |
| Falcão                 | Brasil           |
| Karl-Heinz Rummenigge  | Alemania Federal |
| Zbigniew Boniek        | Polonia          |
| Rinat Dasáyev          | Unión Soviética  |
| Alain Giresse          | Francia          |
| Diego Armando Maradona | Argentina        |
| Michel Platini         | Francia          |
| Sócrates               | Brasil           |
| Zico                   | Brasil           |

### Premio al Juego Limpio
Se otorga a la selección que menos amonestados tuvo y disputó la fase de eliminación, siempre que haya pasado a segunda fase.
| País   |
| ------ |
| Brasil |

### Equipo estelar
| Porteros  | Defensores                                       | Mediocampistas                             | Delanteros                        |
| --------- | ------------------------------------------------ | ------------------------------------------ | --------------------------------- |
| Dino Zoff | Luizinho Júnior Claudio Gentile Fulvio Collovati | Zbigniew Boniek Falcão Michel Platini Zico | Paolo Rossi Karl-Heinz Rummenigge |

## Símbolos

### Balón

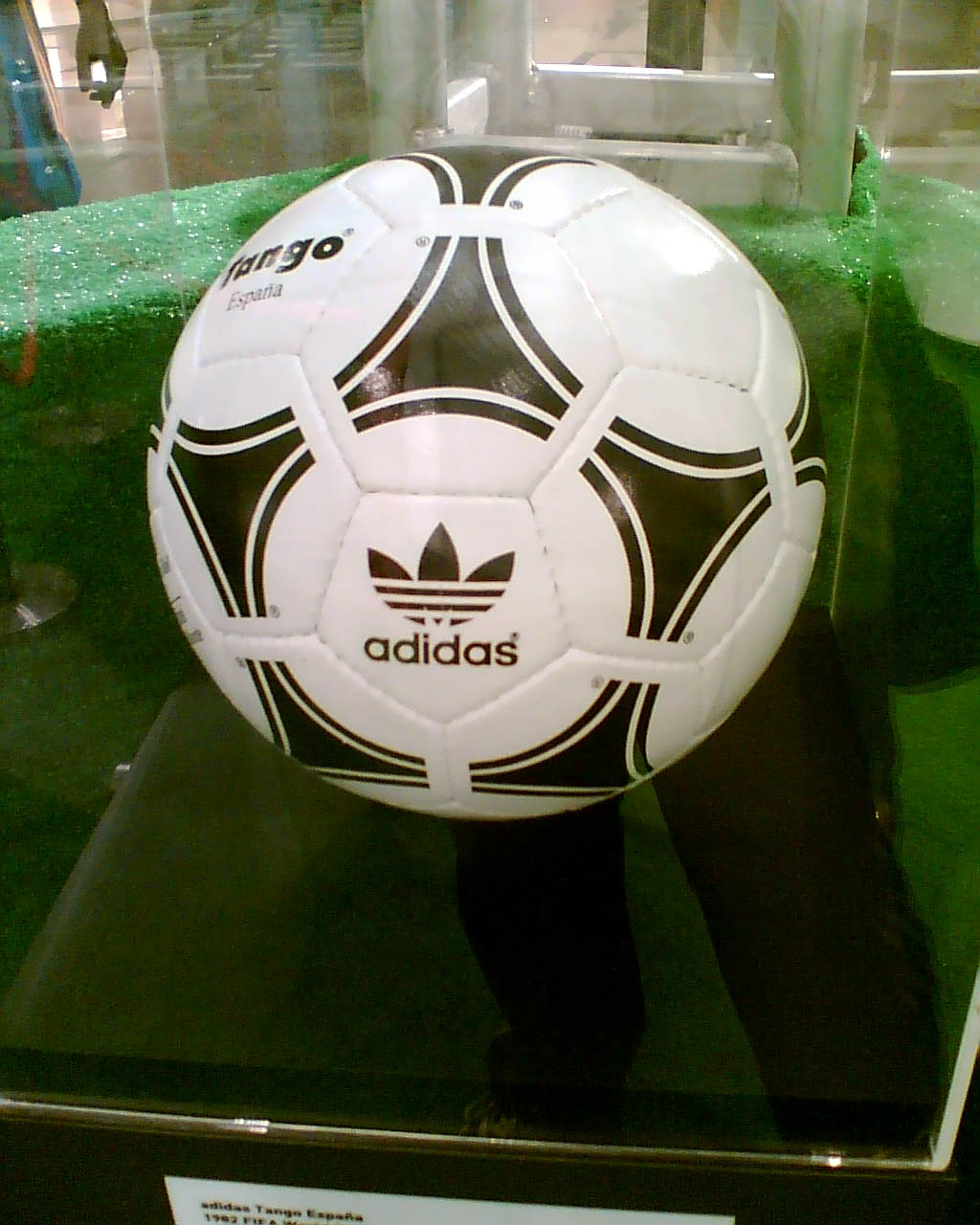
Réplica del Adidas Tango España.

La marca alemana Adidas era el proveedor oficial del balón de la Copa Mundial desde 1970. En esta ocasión se repitió el modelo «Adidas Tango» estrenado en Argentina 1978: la pelota estaba compuesta por veinte paneles que creaban la impresión óptica de doce círculos idénticos. Sin embargo, esta vez se combinó el cuero con el poliuretano para hacerla impermeable.

### Imagen corporativa
El logotipo oficial de España 1982 consistía en un balón de fútbol cuya estela recuerda la bandera española. Fue diseñado por Luis Díaz Ricote.
Uno de los aspectos más reseñables de esta Copa Mundial fue el encargo de 15 carteles artísticos por parte del Comité Organizador: uno para el evento principal y 14 por cada una de las sedes. El cartel conmemorativo de la Copa Mundial, titulado La Fiesta, es obra de Joan Miró y representa a un futbolista bajo el característico prisma surrealista del pintor catalán. Su presentación oficial tuvo lugar en diciembre de 1980.
El resto de 14 carteles corrieron a cargo de artistas españoles y extranjeros de prestigio: Pierre Alechinsky (Alicante), Antoni Tàpies (Barcelona), Eduardo Chillida (Bilbao), Jiri Kolar (Elche), Gérard Titus-Carmel (Gijón), Erró (La Coruña), Eduardo Arroyo (Madrid), Roland Topor (Málaga), Pol Bury (Oviedo), Antonio Saura (Sevilla), Valerio Adami (Valencia), Vladimir Veličković (Valladolid), Jacques Monory (Vigo) y Jean-Michel Folon (Zaragoza).

### Canción oficial
El himno de España 1982 fue El Mundial, un pasodoble interpretado por Plácido Domingo y con letra de Alfredo Garrido.

### Mascota

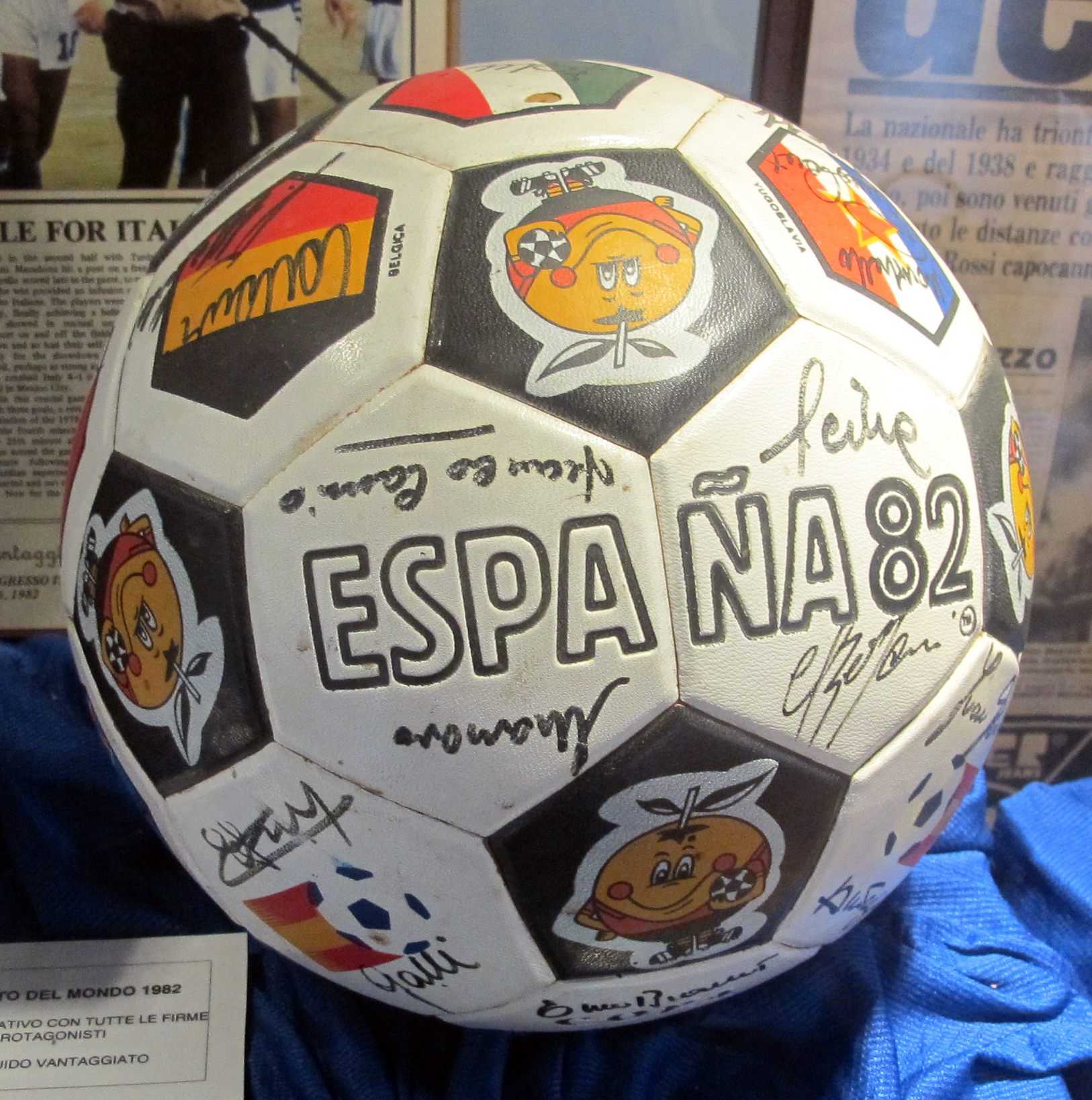
Balón con la imagen de Naranjito, firmado por la selección italiana.

La mascota oficial de la Copa Mundial de 1982 fue «Naranjito», creada por los publicistas sevillanos María Dolores Salto y José María Martín Pacheco. Se trataba de una naranja antropomórfica vestida con los colores de la selección española y con un balón de fútbol bajo el brazo, y su elección responde a un distanciamiento con los estereotipos comúnmente asociados a España; en su lugar, los creativos optaron por una fruta característica de Valencia. Por otro lado, la FIFA contaba con Sport Billy como mascota del juego limpio.
En 1979 la RFEF organizó un concurso abierto a las agencias de publicidad españolas, en el que un jurado experto tomaría la decisión final. Los creadores de Naranjito se llevaron un millón de pesetas como recompensa, pero a cambio la Federación se quedaba con los derechos de imagen del personaje, más tarde revendidos a la empresa británica West Nally por un total de 1400 millones de pesetas. Las finalistas fueron «Brindis», un niño-torero diseñado por el publicista Enrique Gabernet, y «Toribalón», un toro con cuerpo de balón creado por el cartelista Pedro María Laperal.
Naranjito fue presentado oficialmente el 29 de mayo de 1979. En el momento del anuncio, la mascota fue objeto de numerosas críticas: desde sectores de la sociedad que querían un símbolo más tradicional de la cultura española, hasta otros que lamentaron el aspecto ingenuo y kitsch. Sin embargo, su popularidad creció conforme iba acercándose el evento, hasta aparecer en cualquier producto de mercadotecnia de la época. Llegaría a contar con su propia serie de animación, la coproducción hispano-japonesa Fútbol en acción, emitida por Televisión Española entre 1981 y 1982.
Hoy en día, Naranjito está considerado uno de los símbolos de la década de 1980 en la cultura popular española.